# JR九州813系電車
JR九州813系電車（ジェイアールきゅうしゅう813けいでんしゃ）は、九州旅客鉄道（JR九州）の交流近郊形電車である。1994年（平成6年）3月1日に営業運転を開始した。

## 概要
日本国有鉄道（国鉄）から承継した近郊形電車（421系・423系・715系等）の置き換えを目的として1994年（平成6年）から2009年（平成21年）にかけて、85編成254両が製造された。また、2001年（平成13年）以降は817系と並行して増備が続けられた。
JR九州としては初のVVVFインバータ制御が採用されたほか、車両デザインを水戸岡鋭治率いるドーンデザイン研究所が手掛けた。水戸岡が近郊型電車のデザインを手掛けたのは本形式が初となる。
登場当初は、811系が4両固定編成であったため編成の自在度を上げることを目的として2両編成であったが、1995年（平成7年）から3両編成（100番台）が加わっている。しばらくこの2種の編成が混在していたが、2003年（平成15年）までに2両編成（0番台）に中間車（400番台）を組み込み、全編成が3両編成に統一された。長期にわたって製造されていることから、8番台・13次車に分けられる。また、各番台・各次車によって細部が異なっている。

## 車両概説
本項では共通事項について述べ、番台毎の差異については「番台区分」の節で説明する。

### 車体
ビードプレス処理の軽量ステンレス製幅広車体であり、片側3箇所に両開き客用扉が設置されている。乗降扉には数字が記されていることが特徴であったが、2023年（令和5年）度末までに全編成から数字が消されている。停車中は扉の選択開閉（ドアカット）が可能である。窓配置は811系と同じく扉間3枚であるが、開閉可能な窓（下降式）は扉間の中央にある窓と車端部の窓のみで、その他は固定窓である。
車体の大部分は無塗装で、側面にはJR九州の英社名を配置した。側扉は室内・室外とも赤色に塗装されている{。また、車体側面にロゴ文字が入り、車両番号表記は1文字ずつ正方形の枠で囲っている。前頭部は普通鋼製で、窓下にもガラスを取り付けている。縁と幌枠及び歩み板は側面扉と同じ赤色に塗装されている。貫通扉は黒色で、前述の英社名ロゴおよびつばめマークをステッカーで張り付けている。前頭部の他の部分は黒色が配されている。直方車両センター所属車は817系に準じて前面部が黒、前頭部が銀色、ドア付近にはCTステッカーが、前面の貫通扉には「Commuter Train 813」のロゴ等が入れられている。
前面には貫通扉が設けられている。非常用の位置づけであった811系と異なり貫通扉を常用する構造になっており、貫通幌および幌枠、歩み板などを装備している。分割併結時の作業性向上のために811系で搭載された自動解結装置のほか、新たに半自動式の幌装置が取り付けられた。貫通扉が非常用の811系を除く各形式と連結する際には各編成間の貫通が可能となる。
前照灯にはJR九州の近郊型・通勤型電車では唯一フォグランプを装備しており、前照灯とは独立してオンオフが可能である。しかし、フォグランプの使用頻度が少ないため､フォグランプは4次車をもって廃止され、5次車以降ではプラスチック板のみのダミーに置き換えられている。

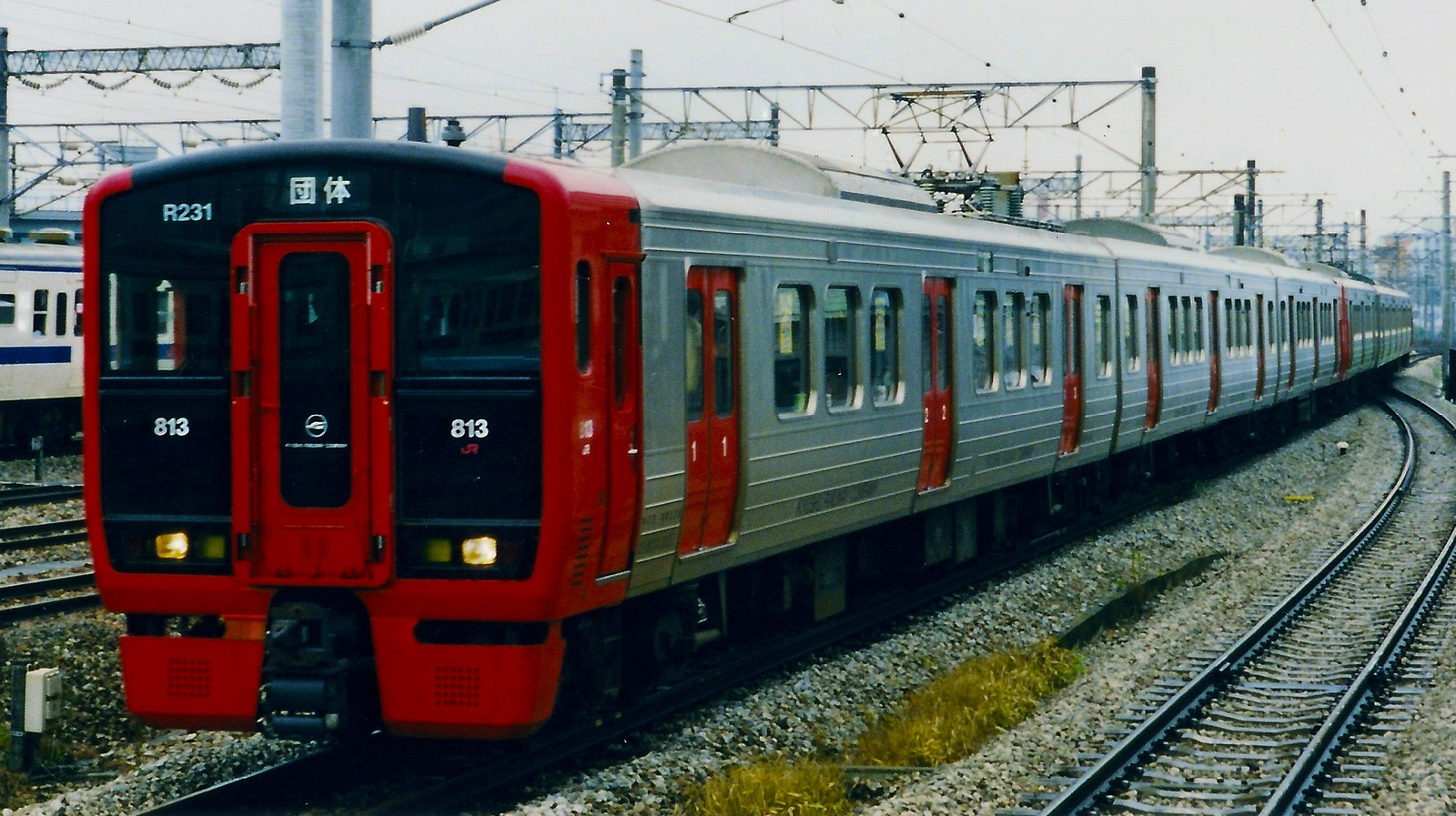
大型化される前の初期のスカート（R231編成）。
この編成は列車衝突事故により既に廃車されている。

先頭の排障器（スカート）は増備途中から大型化（乗務員室昇降ステップ組込み）され、2005年（平成17年）7月にR003編成を最後に交換が完了している。
 
また、列車衝突の際に乗務員の生存空間を確保する為、運転台の鋼製のブロックが､客室の部分を構成しているステンレス鋼製の構体に食い込む様に設計されている。

### 主要機器

#### 0・100・200・300番台
架線からの単相交流20 kVを主変圧器で降圧した上で、サイリスタ・ダイオード混合ブリッジコンバータによるサイリスタ位相制御で直流に変換した後、VVVFインバータ装置で三相交流電源とし、その交流電源で主電動機（MT401K）を制御する。
M-TAユニットを採用し、M車（クモハ813形）にはVVVFインバータ・補助電源装置、TA車（クハ813形）には主変圧器（TM401K）・サイリスタ位相制御装置（RS405K）・集電装置が搭載される。設計時よりユニット間に付随車を挟んで3両編成の組成を可能としている。
主回路制御方式は、GTO素子によるVVVFインバータ装置（PC400K、4500 V/1000 A）1基で1基の電動機を制御する、1C1M構成のVVVF制御である。インバータ装置は東芝製である。本形式は、これまでの抵抗制御式車両に比べて大きな性能を持つために消費電力の増加と地上設備への負担が懸念されたため、主回路装置には1次電流抑制機能を持たせ、車両性能の負担を最小限に抑えると共に負荷電流の低減を図っている。

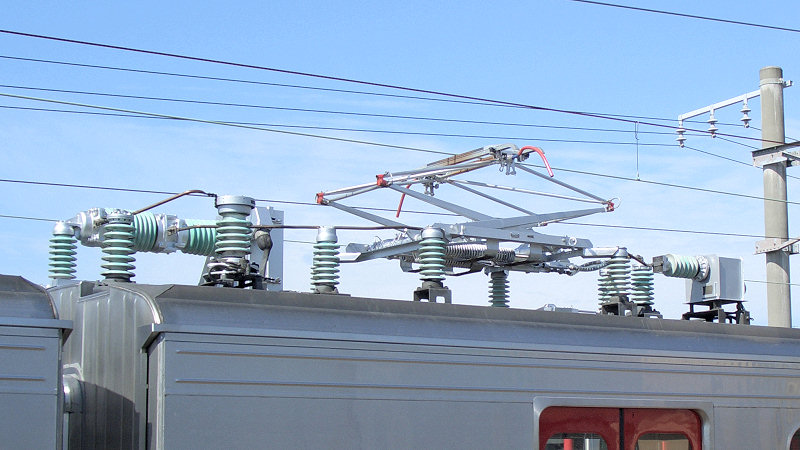
パンタグラフ (PS400K)

集電装置は下枠交差式パンタグラフのPS400Kで、制御車のクハ813形に設置している。

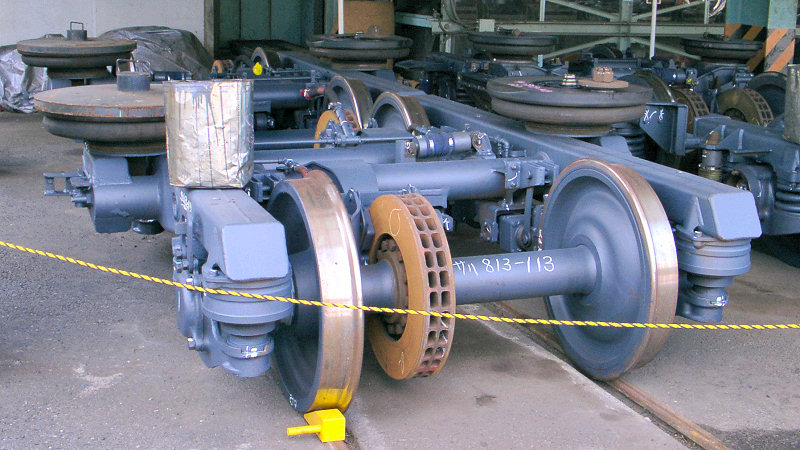
TR401K台車

台車は、0・100・400・500番台と300番台のR301・302編成ではヨーダンパ付き軽量ボルスタレス台車のDT401K（電動車）、TR401K（制御車・付随車）が採用されている。車輪径が810 mmに小径化したため、床面高さが811系より55 mm低い1,125 mmとなった。200番台と300番台のR303編成では、台車の車体支持装置がZリンク式から一本リンク式に変更されたDT403K・TR403Kに変更されている。
主電動機にはJR九州では初めてかご形三相誘導電動機を搭載した。主電動機出力は150 kW、歯車比は1：6.50で、1M1T編成・1M2T編成における起動加速度は2.3 km/h/s、最高速度は120 km/hである。6.50の歯車比はこの形式以降に製造された近郊形・通勤形車両に採用されている。
補助電源装置は3次巻線方式からの単相交流を入力電圧とする静止形インバータ（SIV）を搭載している。異常時に6両までの給電に対応するため、SIVの定格容量は15kVAとしている。セクション通過時の瞬間停止を防止するために、直流100ボルトのシール鉛バッテリーはフローティング充電方式を採用している。空気圧縮機は、誘導電動機駆動式のものを搭載する。
ブレーキ装置は電気指令式空気ブレーキで、811系と同様に発電ブレーキを搭載する。基礎ブレーキは電動台車がユニットブレーキによる踏面片押し式、付随台車が1軸1ディスクと踏面片押し式ブレーキの併用である。VVVFインバータ装置との電空協調のため、ブレーキの制御装置はマイコン制御による受量器方式となっている。
消費電力は0 - 300番台において、415系の約77 %と、同様の駆動方式である883系の76 %を超え、JR化後の車両の中で最も消費電力が大きい車両となった。これは、回生ブレーキを装備しないこと、GTOサイリスタを制御する電流がすべて熱損失になることなどに起因する。

#### 1000・1100番台
1000番台・1100番台は、これまで搭載していたGTOサイリスタが製造中止となったため、東芝製のIGBT素子を使用した主変換装置に変更された。コンバータ（整流装置）もサイリスタ位相制御からPWMコンバータ制御に変更された。引張力不足の対策として主変換装置は2台搭載している。また、モーター制御方式も1C1M構成から1C2M構成に変更されている。これに伴いブレーキ制御方式が電気指令式遅れ込め制御方式に変更されている。ブレーキ装置は低価格化とメンテナンスの省力化が図れ、高い信頼性と保安度のある回生ブレーキ併用電気指令式空気ブレーキとなっている。主変圧器も3次1巻線から2次2巻線タイプに変更されている。これに伴い消費電力については大幅に改善された。

### 車内設備
座席は転換クロスシートが採用されている。座席モケットは200番台までは赤色と黒色の豹柄模様であったが、300番台以降は茶色と黒色の市松模様となった。座席の枕の部分は独立している。優先席は枕の色が他の座席と異なっている（通常席：黒〔赤系〕・こげ茶色〔茶系〕、優先席：灰色）が、2006年（平成18年）末より視認性を高めるため「優先席」表示がされた白色の座席枕カバーが装着されている。壁はモノトーン調で、床、貫通扉は青色に塗装されている。日本海側のドアの上にLED車内案内装置が取り付けられており、英語との2か国語で次駅案内が行われる。ドア上にはドアチャイムも設置している。
415系1500番台と窓ガラス寸法を共通にしたため、811系と同様に新製時から座席と窓配置が合っていない。

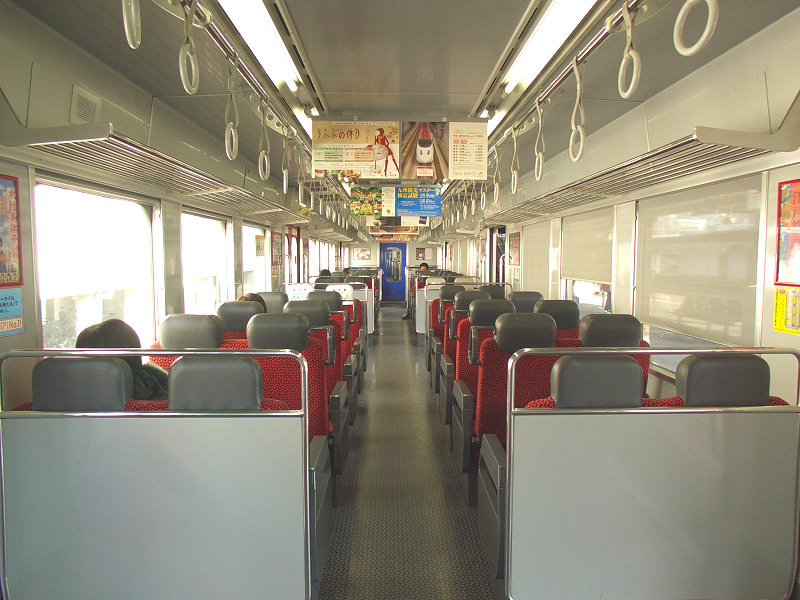
200番台 車内
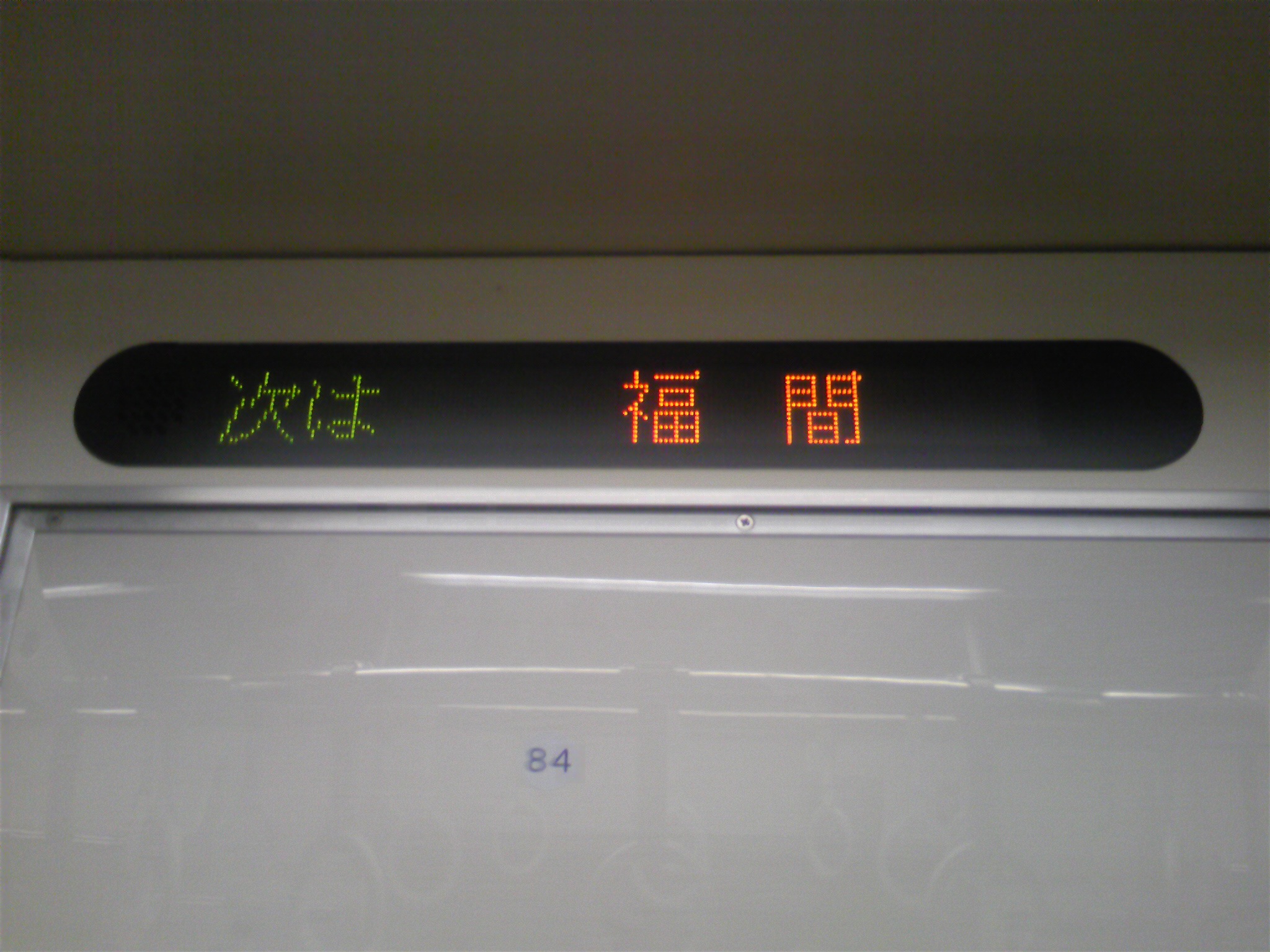
車内案内装置

トイレは上り門司港側制御車のクハ813形に設けられている循環式で、臭気対策としてシャッターを設けている。便器は0・100・200番台が和式、300・1000・1100番台が車椅子対応の洋式である。811系まではトイレは鹿児島側に設置されていたため、従来車とは異なる位置となった。
大型くずもの入れを車端部に設置しているのも811系と共通するが、中間車では811系の2箇所（両端ドア部）に対し本系列では1箇所（八代側車端ドア部のみ）である。

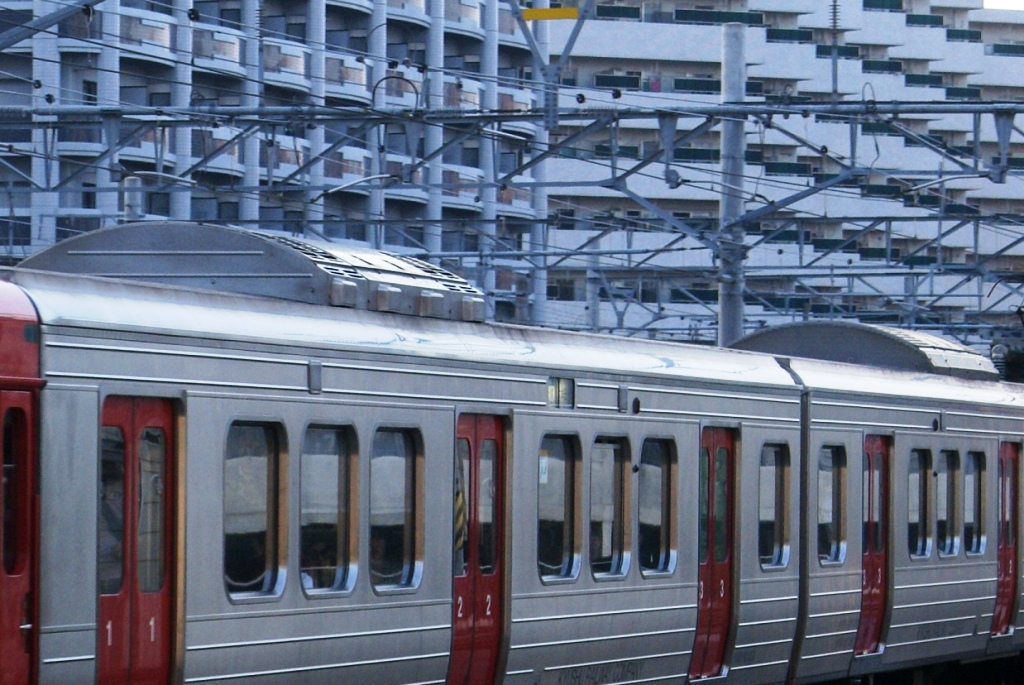
AU75Gタイプのクーラー（手前）と
メッシュカバー付きクーラー

冷房装置は、811系と同様に集中式の単相クーラーを1基（AU403K、42,000 kcal/h）を屋根上に搭載する。811系のものと形式（AU403K）は同じだが、AU75Gタイプのキセの上にメッシュ状のカバーが装着されているため、外観は異なる。一部にカバーが撤去されている車輌があり、それらではAU75Gタイプのキセが見られる。暖房装置は腰掛け下にあり、運転室後部の袖仕切りに薄型温風ヒーターを設置して暖房効果を高めている。

## 形式

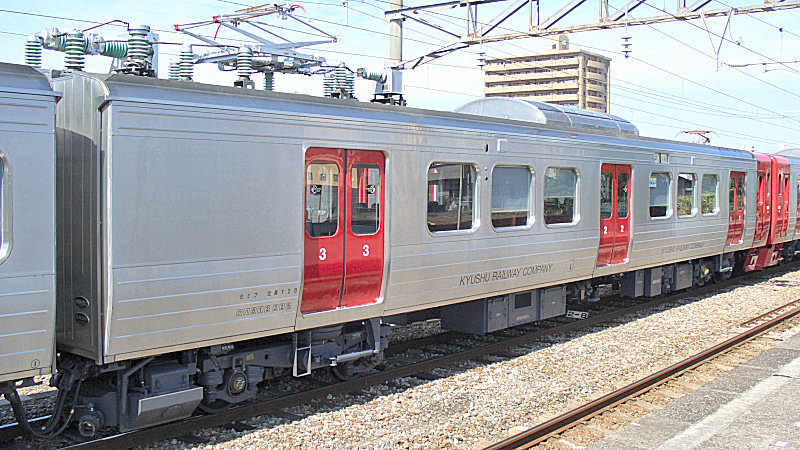
クハ813形（200番台）
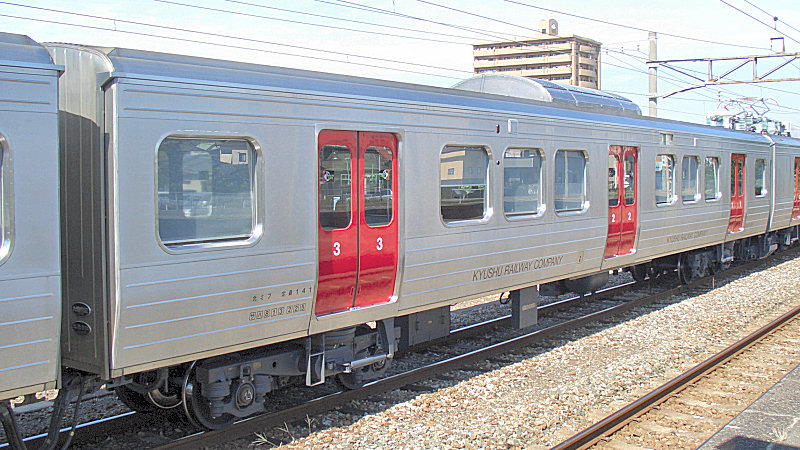
サハ813形（200番台）
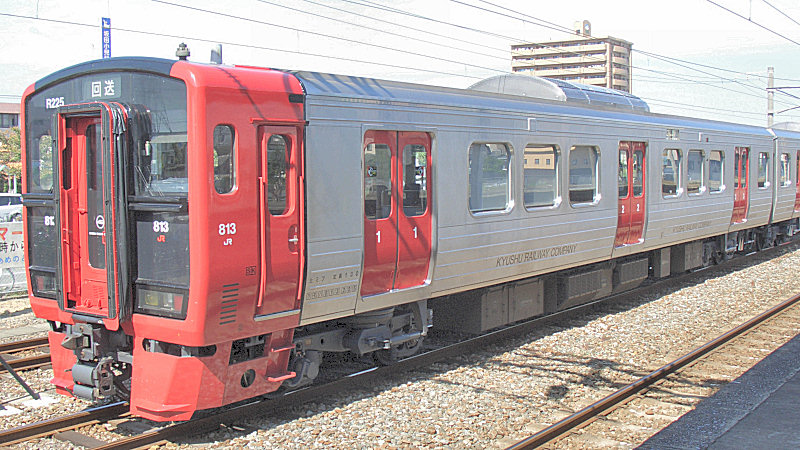
クモハ813形（200番台）

3両編成は0・100・200・300番台が門司港側からクハ813形（TAc）- サハ813形（T）- クモハ813形（Mc）、1000・1100番台が門司港側からクハ813形（Tc）- モハ813形（M）- クハ812形（Tc'）で編成を組む。かつて存在した2両編成は門司港側からクハ813形 - クモハ813形の組成で、後に両車の間にサハ813形400・500番台を連結して3両編成化された。
車両番号は基本的には編成毎に同じ番号で揃えられている。また、編成自体にも「Rxxx」の編成番号が与えられている。「R」は813系であることを示し、「xxx」は車両番号に対応している。後から組み込んだ中間車については、編成番号と車両番号が一致していない（400番台車については、下1桁は併結相手の0番台（=車両番号）と合わせてある）。車両に表示される編成番号は「Rxxx」だが、正式な編成番号は南福岡車両区配置車が「RMxxx」、筑豊篠栗鉄道事業部直方車両センター配置車が「RGxxx」である。
なお、1994年（平成6年）の1次車落成時点では編成番号が「Dxxx」だったが、1年程度で現行の「Rxxx」に変更され、「D」は485系に転用された。 
- クハ813形
  - 0 - 300番台

0 - 300番台の門司港側に連結される制御車。下枠交差形パンタグラフ（PS400K）、空気圧縮機を装備している。
  - 1000・1100番台

1000・1100番台の門司港側に連結される制御車。空気圧縮機を装備している。
- サハ813形
  - 100 - 400番台

0 - 300番台の2両目に連結される中間付随車。400番台はスモークガラスを装備する。
  - 500番台

直方車両センター所属100番台（RG014 - 019編成）の2両目に連結される中間付随車。車内はロングシート。スモークガラスを装備する。
- クモハ813形（0 - 300番台）

0 - 300番台の八代側に連結される制御電動車。主電動機、主変換装置等を装備する。
- モハ813形
  - 1000・1100番台

1000・1100番台の2両目に連結される中間電動車。クハ812形側にシングルアーム式パンタグラフおよび主電動機・主変換装置を装備している。
  - 600番台

600番台の門司港側から3両目にに連結される中間電動車。クモハ813形を改造している[29][30]。
- クハ812形（1000・1100番台）

1000・1100番台の八代側に連結される制御車。
- サハ812形（600番台）

600番台の門司港側から4両目に連結される中間付随車。クハ813形を改造している。
- クハ813形（200番台）
- サハ813形（200番台）
- クモハ813形（200番台）

## 番台区分
以下、編成番号は先頭車左上前面に表示されている番号で表記する。

### 0番台（1次車）

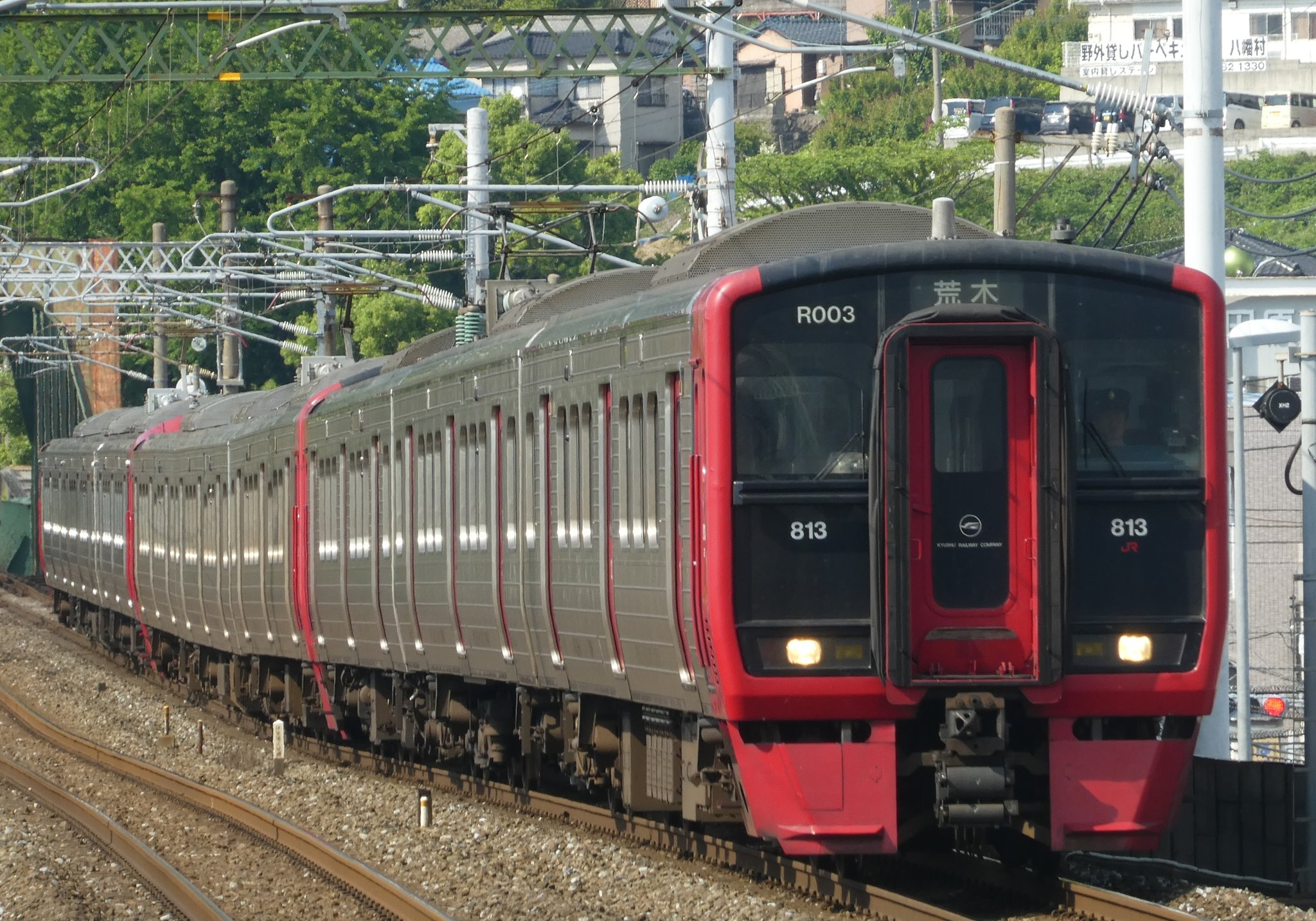
0+400番台（前3両）

鹿児島本線で使用されていた421系の置き換えを目的として1994年（平成6年）に製造され、2両編成×9本（D001 - 009/後のR001 - R009編成）が鹿児島本線に投入された。D001 - D006(後のR001 - R006)編成が近畿車輛製、D007 - D009編成(R007 - R009)が自社小倉工場製である。後に編成記号がDからRに変更された。1994年（平成6年）3月1日のダイヤ改正より営業運転を開始した。
座席は車端部を除きすべて転換クロスシートである。車体側面、運転台窓下のスリット状の飾りは実際に凹型で、運転席屋根上の赤と黒の境界には溝状の凹みがあるが、凹みのない編成も存在する。
R008編成は、2002年（平成14年）2月22日に鹿児島本線海老津駅 - 教育大前駅間で起きた列車衝突事故により大破し、同年3月29日付でR101・R231編成と共に813系では初の廃車となった。詳しくは鹿児島線列車衝突事故を参照。
残りの編成は全て2003年（平成15年）に中間車サハ813形400番台を組み込んで3両固定編成となり、同時に車外スピーカー・転落防止用幌の設置と客用扉窓を400番台同等仕様とする改造が施工された。
現在、全編成とも南福岡車両区に所属する。
| ← 門司港八代・佐伯・肥前浜・早岐 → | ← 門司港八代・佐伯・肥前浜・早岐 → | ← 門司港八代・佐伯・肥前浜・早岐 → |
| ---------------------------------- | ---------------------------------- | ---------------------------------- |
| ◇ クハ813 -#0 （TAc）              | サハ813 -#400 （T）                | クモハ813 -#0 （Mc）               |

### 100番台・2100番台（2 - 4次車）

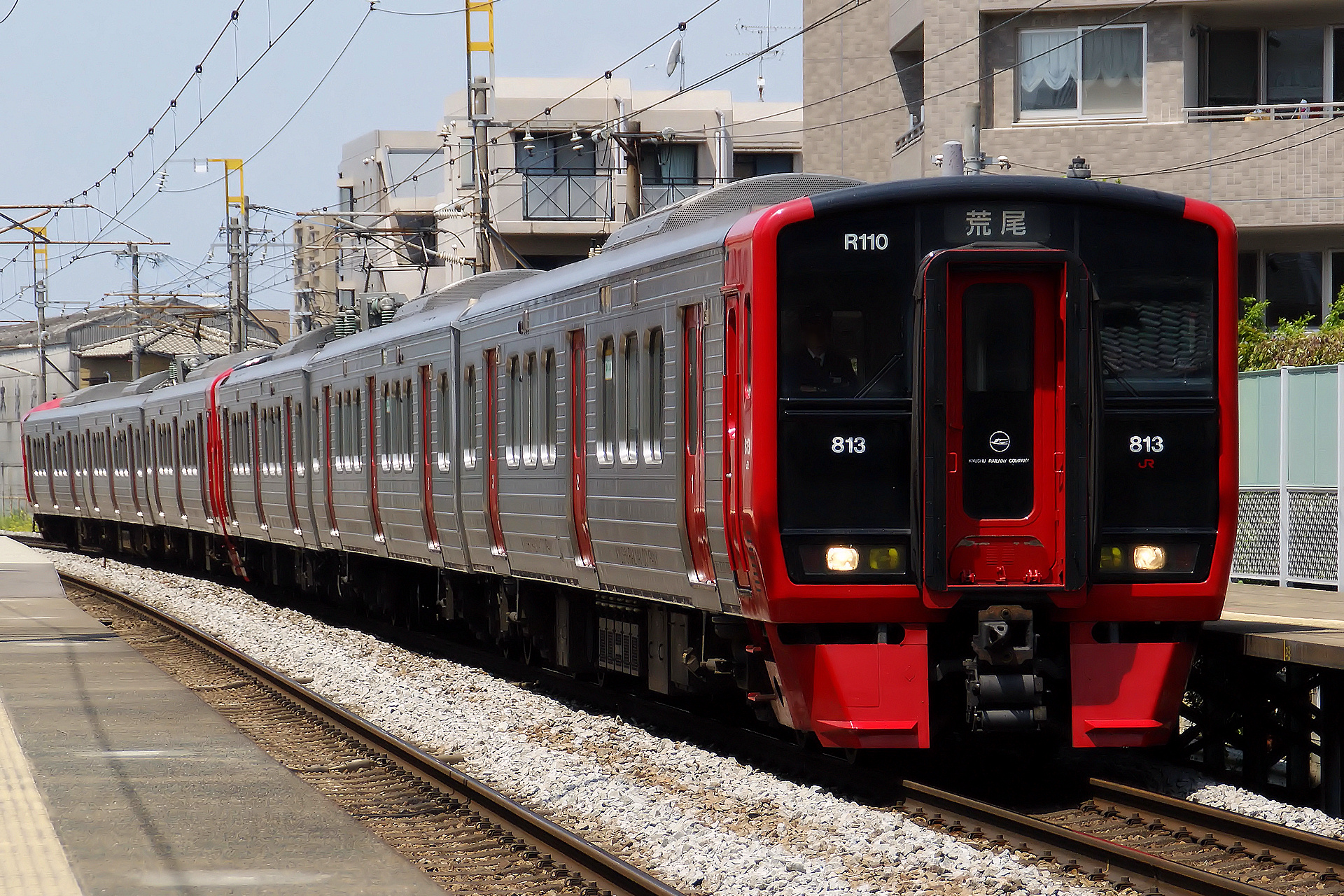
100番台（前3両）

日豊本線で使用されていた421系および気動車・客車列車、長崎本線・佐世保線などで使用されていた715系の置き換えを目的として1995年（平成7年）から1996年（平成8年）にかけて製造されたグループである。3両編成を組むため、本番台では新形式サハ813形が登場した。製造当初は全編成が南福岡電車区（当時）に配置された。製造の状況は次のとおりである。
- 2次車（1995年3月落成）
  - R101 - R105 : 近畿車輛
  - R106・R107 : 小倉工場
- 3次車（1996年1月 - 3月落成）
  - R108 - R111 : 近畿車輛
  - R112・R113 : 小倉工場
  - R014 - R016 : 近畿車輛
- 4次車（1996年5月落成）
  - R017・R018 : 近畿車輛
  - R019 : 小倉工場

3両固定編成のR101 - R113編成が製造され、続いて2両固定編成のR014 - R019編成が製造された。R014 - R019編成は3両固定編成との区別のために「R0xx」と編成番号が区別されたが、車両番号は114 - 119である。
本番台では扉寄りの座席が固定クロスシートになり扉周辺の空間が広がった結果、立席定員がクハ813形で122名から129名に、クモハ813形で124名から132名に増加した。座席数と座席定員数はそのままである。車体側面、運転台窓下のスリット状の飾り部分はステッカー貼付のみで実際には凹んでおらず、運転台屋根上の赤と黒の境界の溝状の凹みも2次車であるR107編成までで、3次車のR108編成以降は溝が省略されている。また、2次車までは当時喫煙車だったクハ813形の座席肘掛けに灰皿が設置されていたが、1995年（平成7年）9月にJR九州の快速・普通列車が全面禁煙となったため、3次車以降は当初から灰皿が設置されておらず、2次車以前についても撤去されている。前面のフォグランプにつ いても2次車と3次車で若干サイズが異なる。
R014 - R019編成は2001年（平成13年）に、座席をロングシートとした付随車サハ813形500番台を組み込んで3両編成となり、同時に車外スピーカー設置や客用扉窓の500番台同等仕様とする改造、塗装変更が行われ、全車が福北ゆたか線仕様になり、同年の電化にあわせて筑豊篠栗鉄道事業部に転属した。その際、編成番号はRM014 - RM019 からRG014 -　RG019となった。3両編成化後も編成番号は従来と同じである。福北ゆたか線では2007年（平成19年）3月18日のダイヤ改正より3両編成列車においてもワンマン運転を開始したため、この6本にもワンマン運転対応工事が施工された。
R101編成はR008・R231編成と同じ事故により、2002年（平成14年）3月29日付で廃車となった。
2025年（令和7年）2月17日に、RM103編成が100番台で初めてロングシート化され、2100番台に改番された(因みに2100番台はかつて1100番台のワンマン化改造の時に改造が遅れたRM1105と1106に区別の為に一時的に改番した番台区分であり、区分消滅した2010年以来15年振りに番台復活となる)。
| ← 門司港八代・佐伯・肥前浜・早岐 → | ← 門司港八代・佐伯・肥前浜・早岐 → | ← 門司港八代・佐伯・肥前浜・早岐 → |
| ---------------------------------- | ---------------------------------- | ---------------------------------- |
| ◇ クハ813 -#100 -#2100 （TAc）     | サハ813 -#100 -#2100 （T）         | クモハ813 -#100 -#2100 （Mc）      |

| ← 門司港・折尾博多 →    | ← 門司港・折尾博多 → | ← 門司港・折尾博多 →   |
| ----------------------- | -------------------- | ---------------------- |
| ◇ クハ813 -#100 （TAc） | サハ813 -#500 （T）  | クモハ813 -#100 （Mc） |

### 200番台 → 600番台・2200番台・3400番台（5 - 7次車）

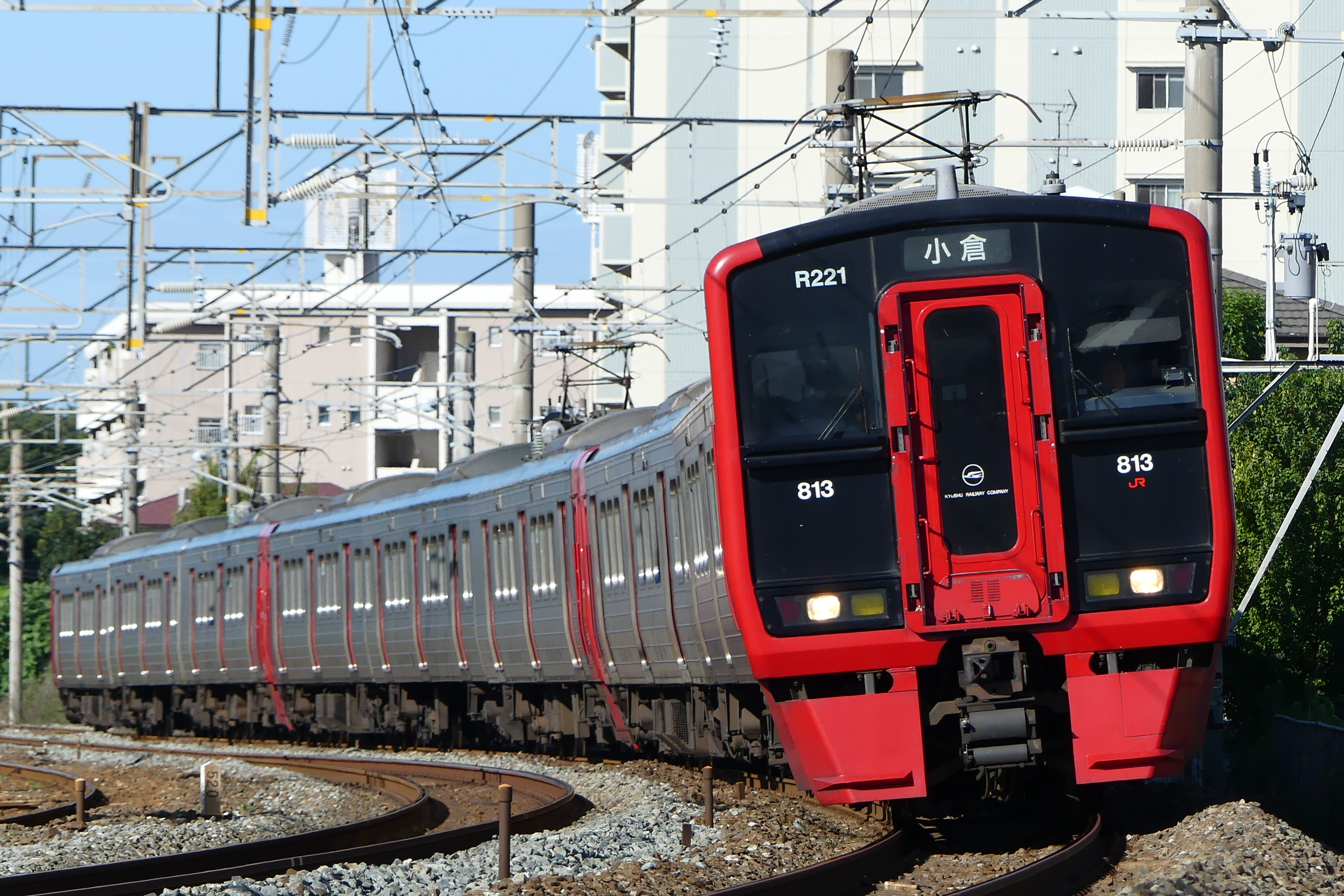
200番台

鹿児島本線の北九州・福岡地区の列車増発および423系・715系の置き換えを目的に、1997年（平成9年）から1998年（平成10年）にかけて、3両編成×36本（R201 - 236編成）108両が製造されたもので、本系列では最大のグループである。製造の状況は次のとおりで、全編成が近畿車輛製である。
- 5次車（1997年3月 - 7月落成）
  - R201 - R222
- 6次車（1998年3月落成）
  - R223 - R228
- 7次車（1998年9月落成）
  - R229 - R236

台車の車体支持装置がZリンク式から一本リンク式に変更され、台車形式も電動車がDT403K、制御車・付随車が TR403K に変更されている。座席配置は100番台と同じであるが、経済性を重視した設計とされた。外見上の特徴はドア周りのビードプレスが少なくなっている他、号車札差しやトイレの採光窓、編成番号表示部（助士席上部）の照明が廃止された。前照灯のフォグランプも当番台から廃止され、黄色のダミーランプとなっている。なお、R213編成の門司港側のみ白色に交換された。車外スピーカーはこの番台から標準装備となっているが、製造時期によりスピーカーカバーの形状に違いが見られる。また車内は、運転席周りの構造や客室座席の支持方式が変更された他、蛍光灯カバーが省略され、つり革の形状はそれまでの三角形から円形に変更された。また、本番台のみ座席の背もたれが他に比べ高い。
R228編成は塗装変更と扉窓ガラスの複層化改造を受け福北ゆたか線仕様になり、筑豊篠栗鉄道事業部に転属した。2007年（平成19年）3月18日のダイヤ改正までにワンマン運転対応工事がR014 - R019編成と同様に施工されている。
R231編成はR008・101編成と同じ事故により、2002年（平成14年）3月29日付で廃車となった。
後述の座席の一部撤去やロングシート化などの改造やワンマン運転対応改造が順次実施され、改造を受けた編成は車両・編成番号が2200番台または3400番台に改番されている。2025年（令和7年）2月に、最後まで200番台で残っていた直方車両センターのRG228編成がロングシート化されRG2228編成に改番されたため、200番台は番台消滅となった。
2024年（令和6年）にRM2232編成とRM2236編成が6両固定編成となり600番台（RM601・RM602編成）に再改番された。以降、2025年（令和7年）4月現在、6両編成×4本が600番台に改造されている。
| ← 門司港八代・佐伯・肥前浜・早岐 → | ← 門司港八代・佐伯・肥前浜・早岐 → | ← 門司港八代・佐伯・肥前浜・早岐 → |
| ---------------------------------- | ---------------------------------- | ---------------------------------- |
| ◇ クハ813 -#2200 -#3400 （TAc）    | サハ813 -#2200 -#3400 （T）        | クモハ813 -#2200 -#3400 （Mc）     |

| ← 門司港・折尾博多 →     | ← 門司港・折尾博多 → | ← 門司港・折尾博多 →    |
| ------------------------ | -------------------- | ----------------------- |
| ◇ クハ813 -#2200 （TAc） | サハ813 -#2200 （T） | クモハ813 -#2200 （Mc） |

### 500番台（8次車）
本グループは、2001年（平成13年）、福北ゆたか線電化に際し、2両編成であったR014 - R019編成を3両編成化して充当するために製造された中間付随車である。サハ813形のみ6両（501 - 506）が製造され、番号順に組み込まれた。そのため製造番号の末尾は編成番号のそれとは揃っていない。台車は100番台と同じ TR401K とし、組み込み先の編成に揃えられた。
本番台に限り、座席は全て新造時からロングシートになっている。ロングシートの形状は303系と同様、背もたれと座布団が1席ずつ独立したものである。乗降扉は裏表とも銀色に塗装されている。窓ガラスはUVカットガラスとなっておりロールカーテンはないが、後に登場した300・400番台と異なり客用扉窓は透明ガラスである。なお、最初に客用扉窓が複層ガラスとされたのは本番台である。

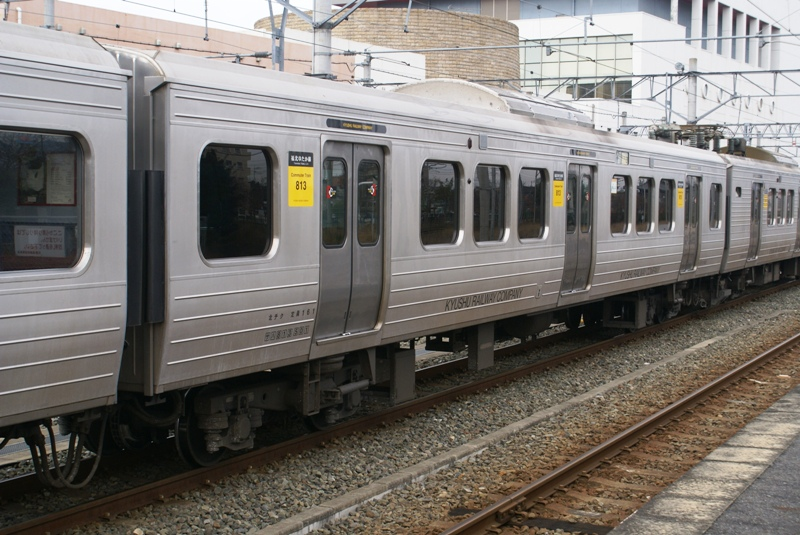
サハ813-501
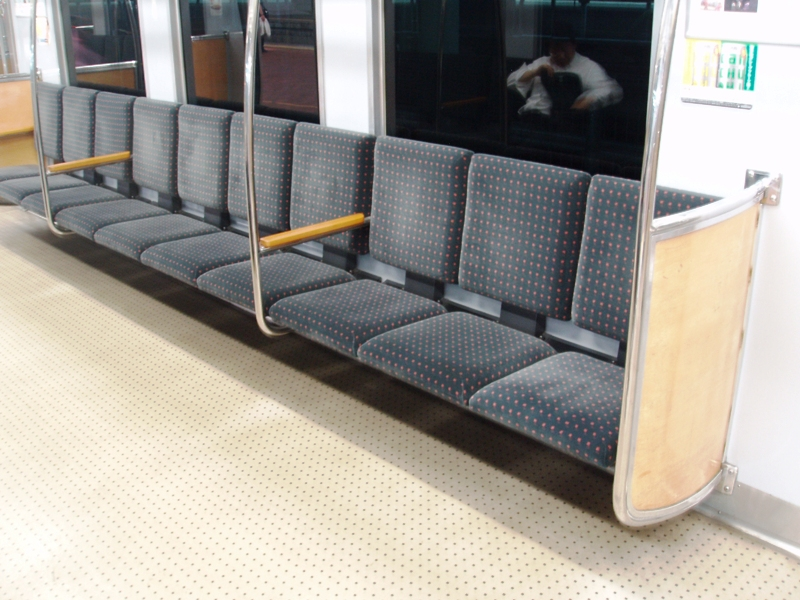
座席

### 300番台 → 2300番台・3500番台（9次車）

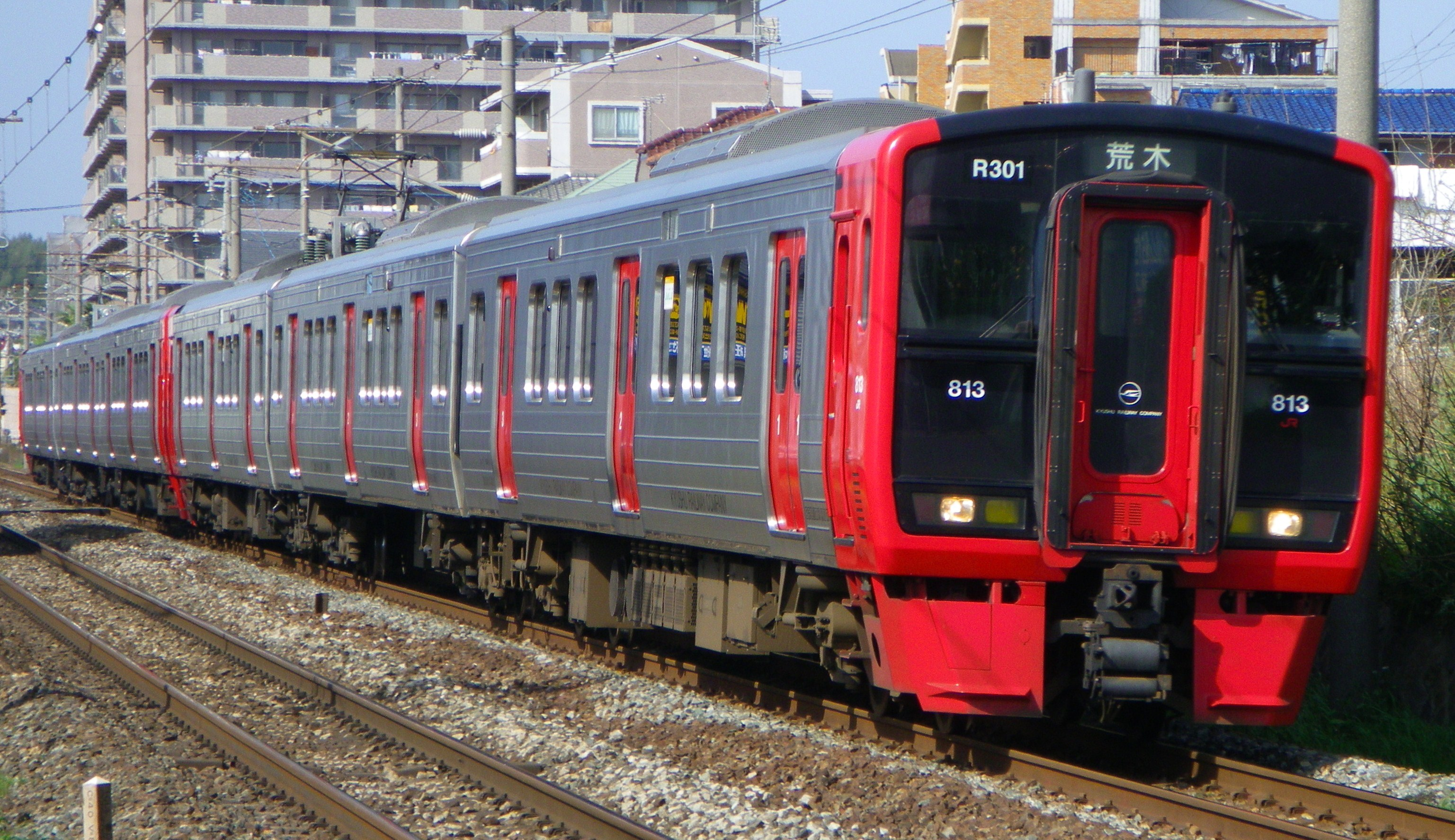
300番台

9次車。前記した鹿児島本線海老津駅 - 教育大前駅間での衝突事故により廃車となった車両の代替として製造された番台区分で、2003年（平成15年）2月に3両編成×3本（R301 - R303編成）が近畿車輛で製造された。前述の事故による廃車車両から使用可能な部品が再利用されている。台車はR301・R302編成は廃車発生品の DT401K・TR401K を、R303編成は DT403K・TR403K を装備する。
車体の基本構造や機器は200番台を踏襲しているが、接客設備は大幅に変更された。側面窓には黒色のUVカットガラスが採用され、ロールカーテンは省略されている。つり革の配置は817系と同様に、扉付近にサークル状配列となった。また、天井にはラインデリアを採用している。座席モケットの色は本番台から従来の赤色と黒の豹柄から、茶色と黒の市松模様となった。車内のカラースキームに、壁は白に床はクリーム色に黒ドットを基調としている。また、客用扉の引き込み事故防止のため、扉部分の窓ガラスが複層化され車外、車内とも扉と同一平面になっている。さらに、クハ813形に設置されているトイレはユニバーサルデザインの一環として車椅子でも利用できるよう大型化され、トイレ向かい側のボックス式クロスシートは設置されていない。
なお、登場時には外観での識別のため前照灯ケースの上部に赤線が入れられていたが、現在は省略され他編成と同様の外観となっている。
後述の座席の一部撤去やロングシート化・ワンマン運転対応などの改造が実施され、車両・編成番号が2300番台・3500番台に改番されている。この改造によって、300番台は番台消滅となった。
現在、全編成とも南福岡車両区に所属する。
| ← 門司港八代・佐伯・肥前浜・早岐 → | ← 門司港八代・佐伯・肥前浜・早岐 → | ← 門司港八代・佐伯・肥前浜・早岐 → |
| ---------------------------------- | ---------------------------------- | ---------------------------------- |
| ◇ クハ813 -#2300 -#3500 （TAc）    | サハ813 -#2300 -#3500 （T）        | クモハ813 -#2300 -#3500 （Mc）     |

### 400番台（10次車）
10次車。2003年（平成15年）、2両編成の0番台編成を3両編成化するために製造された中間車である。サハ813形のみ8両（401 - 407・409）が近畿車両で製造された。R008編成が組成変更前に事故廃車されたため、408が欠番となっている。台車は0番台と同じ TR401K としている。
構造は300番台と同様であり、300番台と同様に窓ガラスはUVカットガラスが採用され、ロールカーテンはない。車椅子での乗車に備え、海側のクハ813形に隣接する車端部は車椅子スペースとなっている。
なお、サハ813-406とサハ813-409は、冷房装置（AU403K）のメッシュ状のカバーが装着されていないため、他の400番台と異なる外観（AU75Gタイプ）になっている。

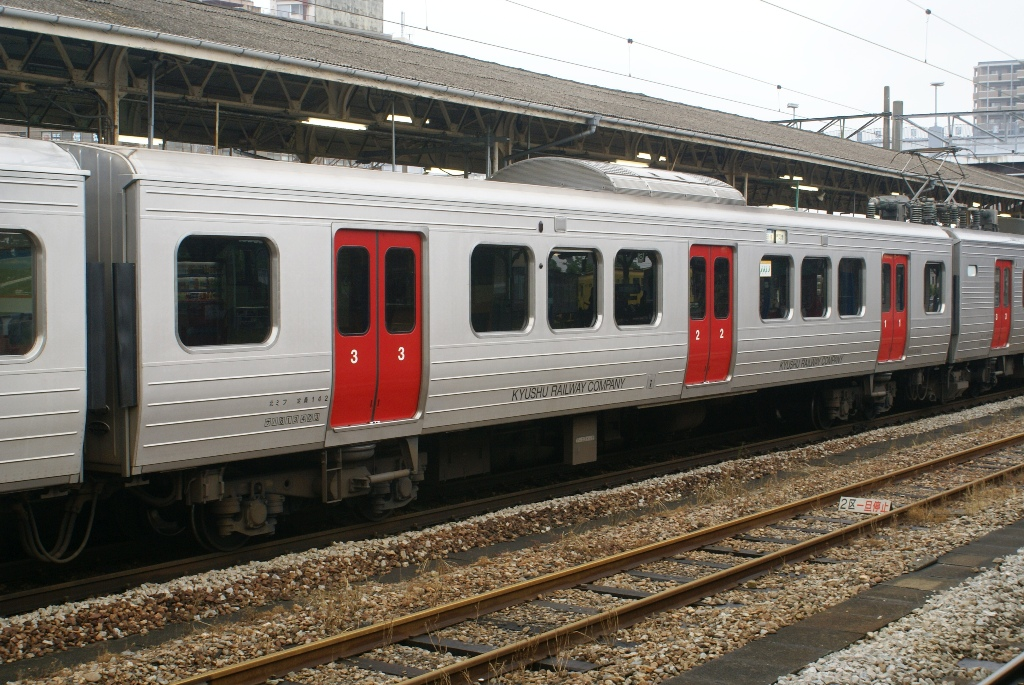
サハ813-401
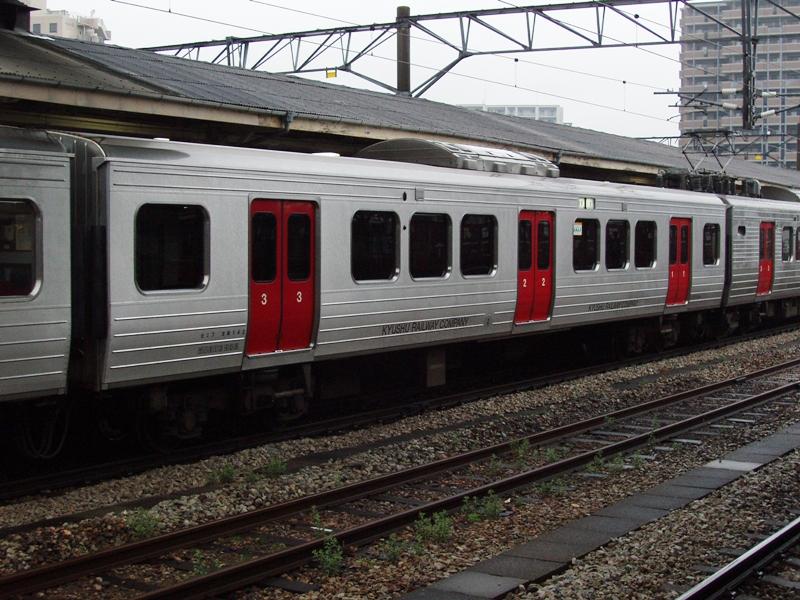
サハ813-409
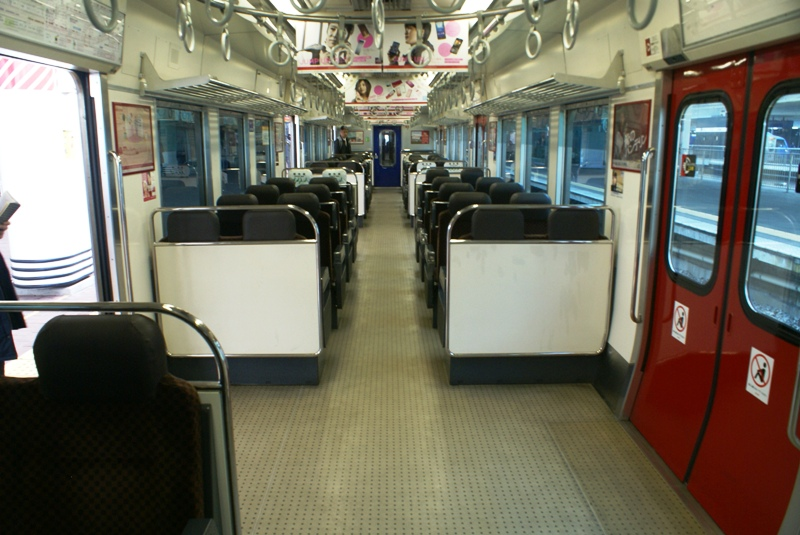
車内

### 1000番台・3000番台（11次車）

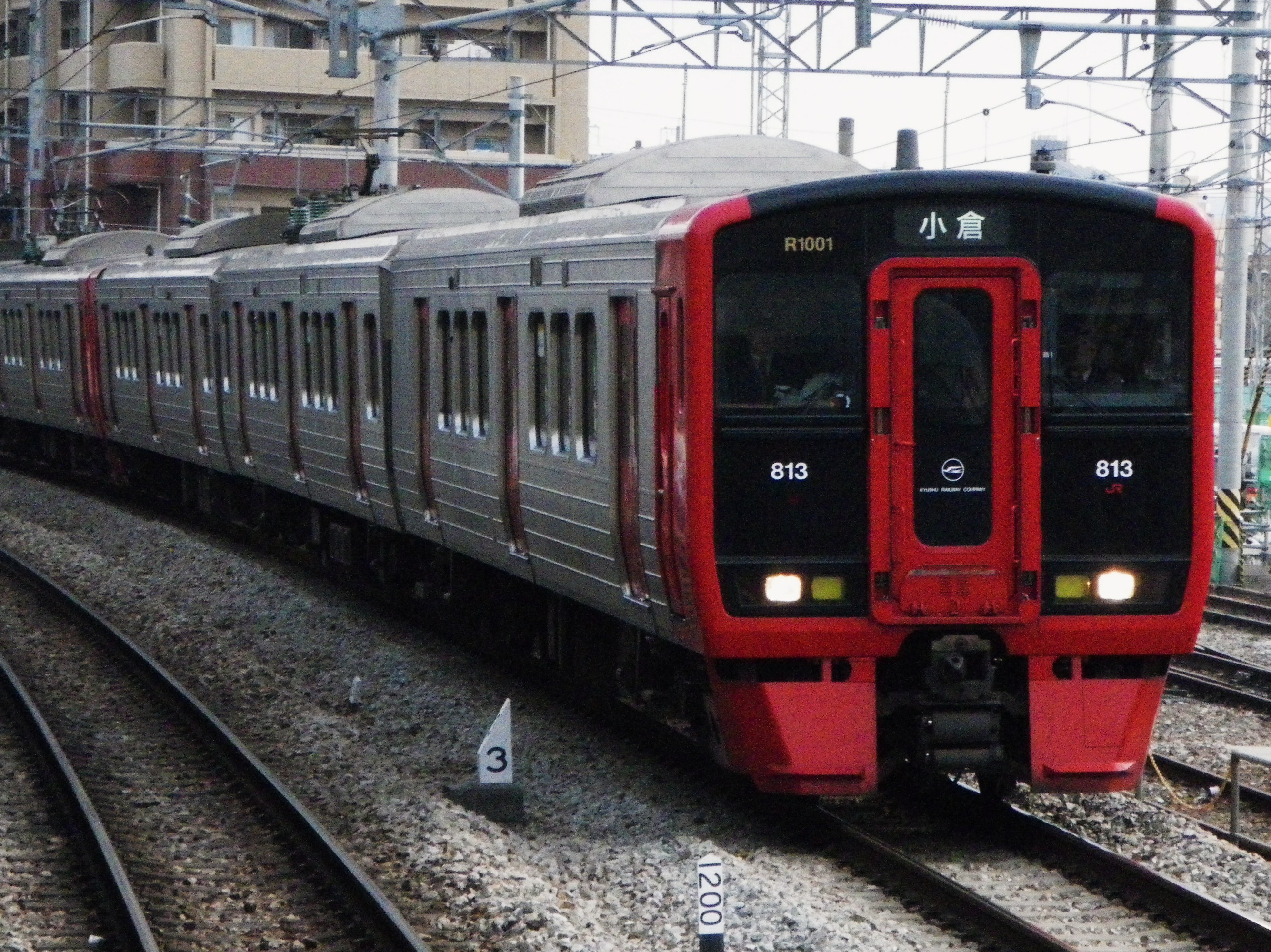
1000番台（前3両)

2005年（平成17年）、輸送力増強のために3両編成×3本（R1001 - R1003編成）9両が近畿車輛で製造された。
ワンハンドル式マスコンや、シングルアーム式パンタグラフの搭載など817系に準じた構造となっている。電動車（M）と付随車（T）の構成（MT比）は従来車と同じ1M2Tだが、電動車を編成中間に組成する形態とされ、新たにクハ812形とモハ813形が登場している。空調装置は817系1000番台に搭載されている AU408KB に変更された。メンテナンス性の向上や軽量化のため車体支持装置が従来のZリンク式から200番台でも使用された一本リンク式に変更され、台車形式も電動車が DT403K 、付随車が TR403K に変更されている。また、乗り心地を向上させるため、車軸の軸受は密封円錐コロ軸受（JT402K）を採用している。車内は300番台に基づいている。将来的には4両編成の組成も可能な設計になっている。
本番台から客用扉の把手が車内外とも片方にしか設置されていない。また、識別のため助士席上部の編成番号表示が黄色になっている。
製造後は全編成が南福岡車両区に配置された。その後、2009年（平成21年）10月1日より日豊本線小倉駅 - 中津駅間のワンマン運転が開始されるのに伴い、同年内にワンマン対応に改造された。また、2012年（平成24年）から2015年（平成27年）にかけて817系3000番台が増備されたことで、2015年（平成27年）3月14日のダイヤ改正からRM1002・RM1003編成が福北ゆたか線仕様となり、編成番号をR1002・RG1003に変更の上で直方に転属した。
R1001編成は後述の座席の一部撤去・車外カメラ設置、RG1002編成はロングシート化などの改造が実施されており、車両・編成番号が3000番台に改番されている。
| ← 門司港八代・佐伯・肥前浜・早岐 → | ← 門司港八代・佐伯・肥前浜・早岐 → | ← 門司港八代・佐伯・肥前浜・早岐 → |
| ---------------------------------- | ---------------------------------- | ---------------------------------- |
| クハ813 -#3000 （Tc）              | ＜ モハ813 -#3000 （M）            | クハ812 -#3000 （Tc'）             |

| ← 門司港・折尾博多 →         | ← 門司港・折尾博多 →           | ← 門司港・折尾博多 →          |
| ---------------------------- | ------------------------------ | ----------------------------- |
| クハ813 -#1000 -#3000 （Tc） | ＜ モハ813 -#1000 -#3000 （M） | クハ812 -#1000 -#3000 （Tc'） |

### 1100番台 → 3100番台（12・13次車）

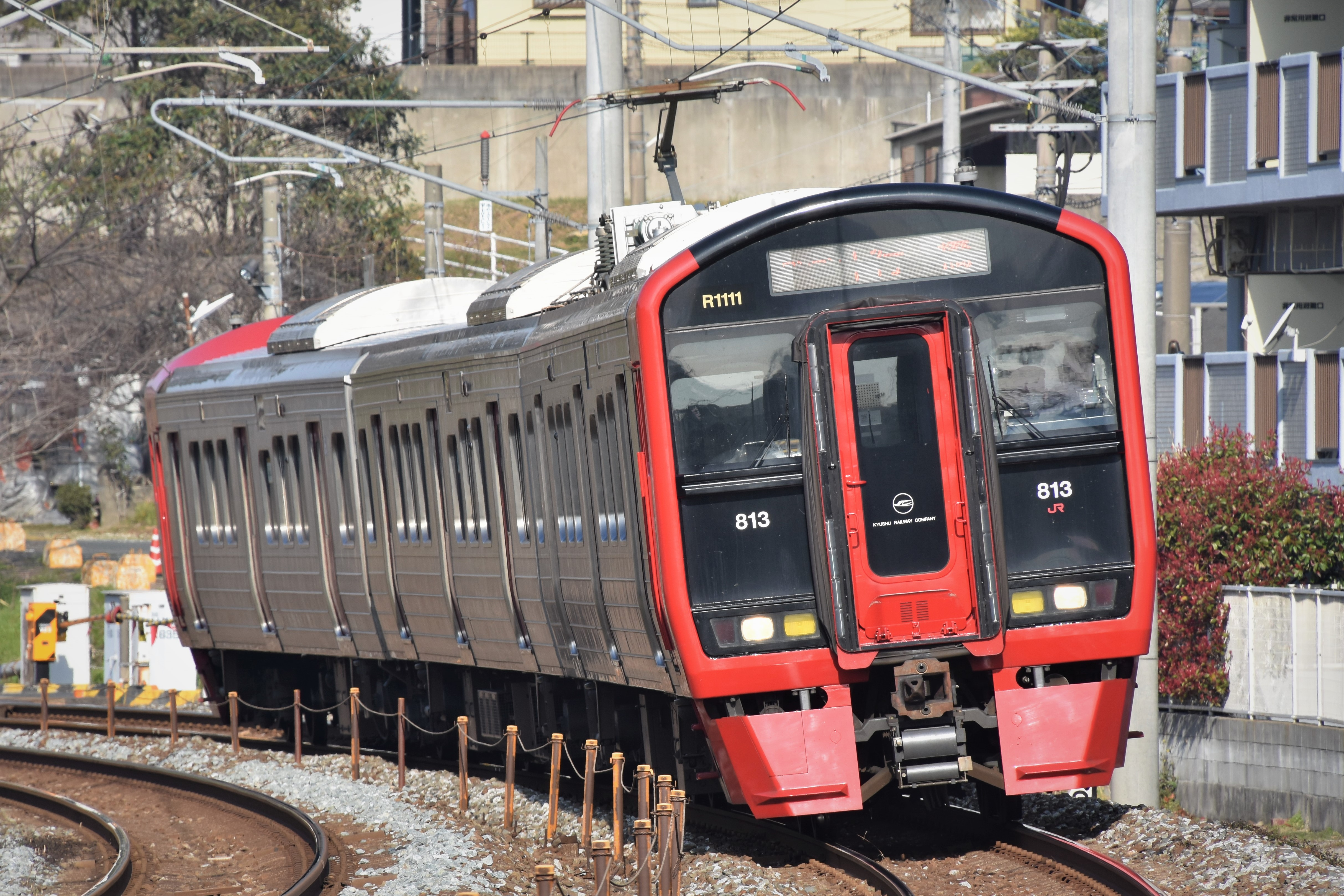
1100番台

2007年（平成19年）の輸送力増強、並びに2009年（平成21年）の日豊本線小倉駅 - 中津駅間のワンマン運転開始に伴い製造されたグループ。全編成が近畿車輛製の3両固定編成である。
- 12次車（2007年落成）[47]
  - R1101 - R1106
- 13次車（2009年落成）
  - R1107 - R1115

基本仕様は1000番台に準拠しているが、行先表示器にはキハ220形200番台や817系1100番台と同様の大型LED式が採用された。先頭車前面の表示器が大型化されたことから、運転台ユニットのみ車体断面の変更が行われて屋根が高くなり、行先表示器部分が屋根から突出している。側面の表示器も大型化され、下の客室窓の縦寸法が縮小されている。また、助手席側の窓が大型化されている｡
この1100番台では起動加速度 2.1 km/h/s、常用減速度・非常減速度はともに4.2 km/h/sとなっている。本番台も1000番台と同様に識別のため助士席上部の編成番号表示が黄色になっている。
13次車は、車椅子スペースに介助者用ジャンプシートの新設や、優先席付近の吊革を従来の白から黄色への変更が行われた。また、室内側の客用扉上にランプが設置され、開閉時に点滅するようになったが、長時間停車時の室温維持など一部の扉のみを開閉する場合（ドアカットを実施する場合）でも同じ側の扉上のランプが全て点滅する。
後述の座席の一部撤去などの改造により車両・編成番号が3100番台に改番されている。2022（令和4年）年9月までに全編成への施工が完了し、1100番台は番台消滅となった。
現在、全編成とも南福岡車両区に所属する。
| ← 門司港八代・佐伯・肥前浜・早岐 → | ← 門司港八代・佐伯・肥前浜・早岐 → | ← 門司港八代・佐伯・肥前浜・早岐 → |
| ---------------------------------- | ---------------------------------- | ---------------------------------- |
| クハ813 -#3100 （Tc）              | ＜ モハ813 -#3100 （M）            | クハ812 -#3100 （Tc'）             |

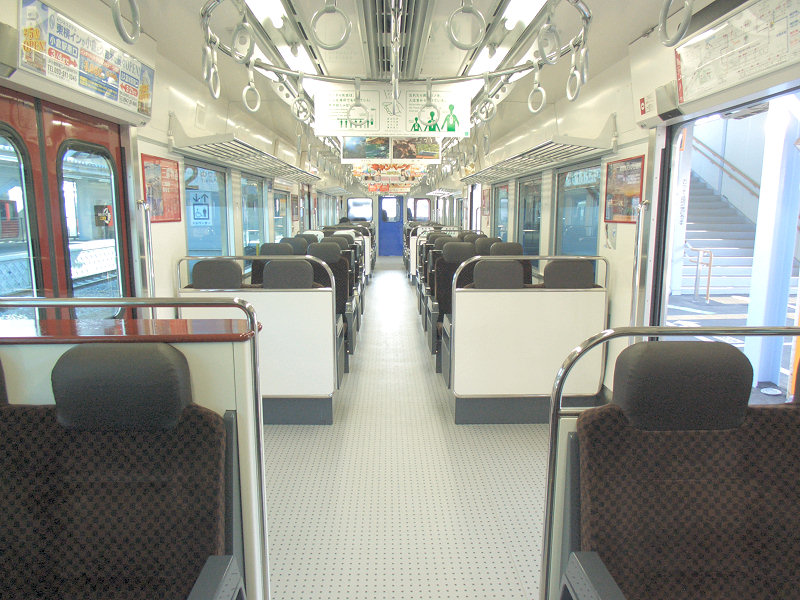
クハ812-1101 車内
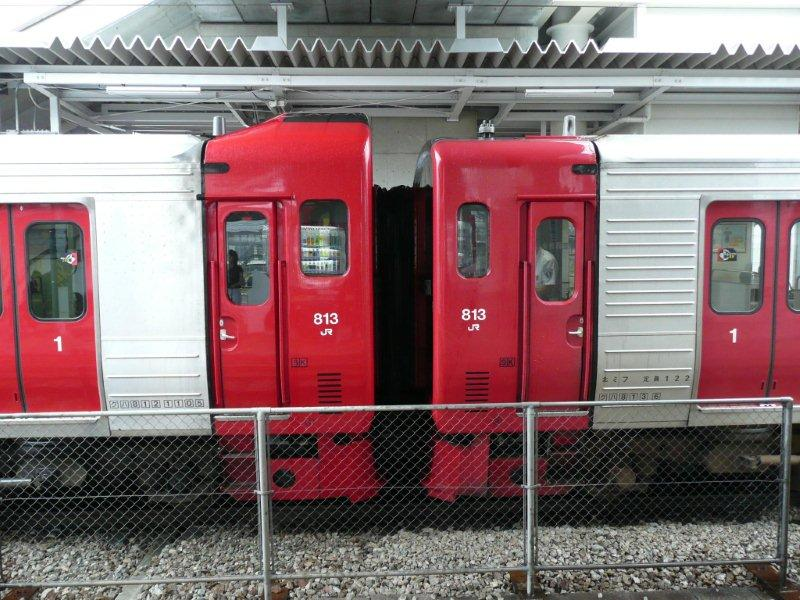
813系0番台（右）と1100番台（左）の併結面。1100番台が大型LED式表示器の分盛り上がっているのがわかる。
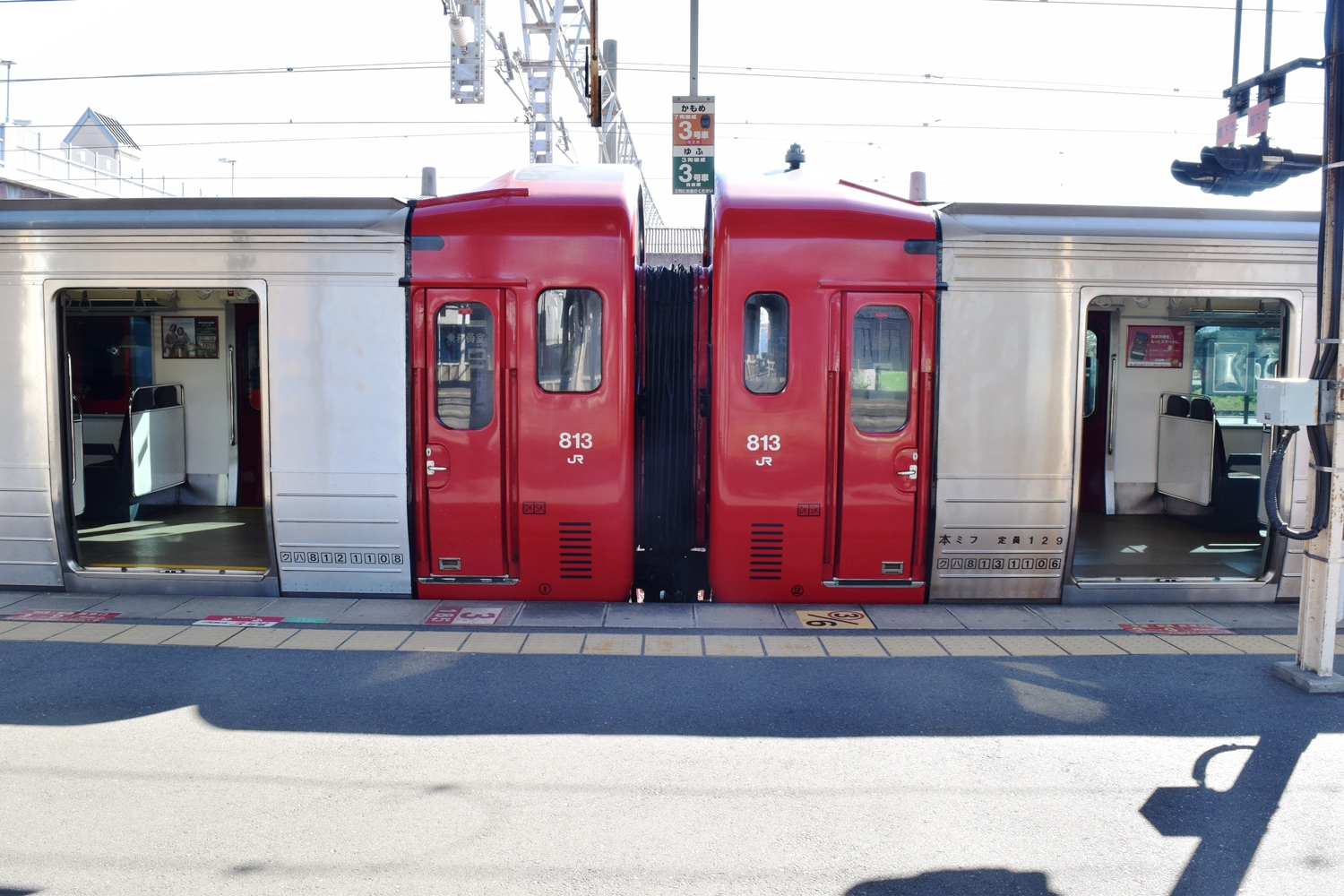
12次車（右）と13次車（左）。RM1108編成の助手席側の窓が､隣のRM1106編成の運転台側の窓より大きいのが分かる｡尚､助手席側の窓が運転台側の窓よりも大きいのは､1100番台のみである｡
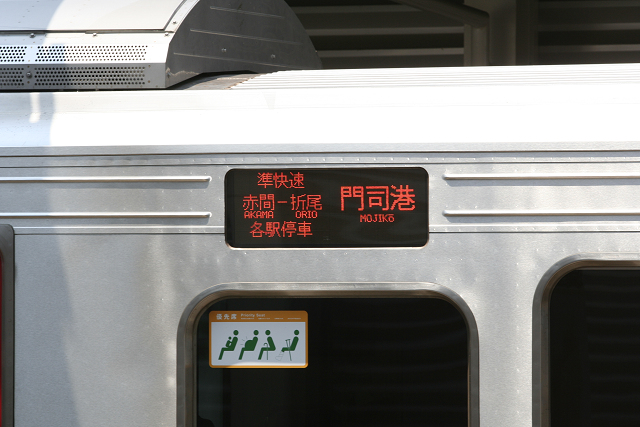
大型化された側面の行先表示器。下の窓の大きさの違いがわかる。
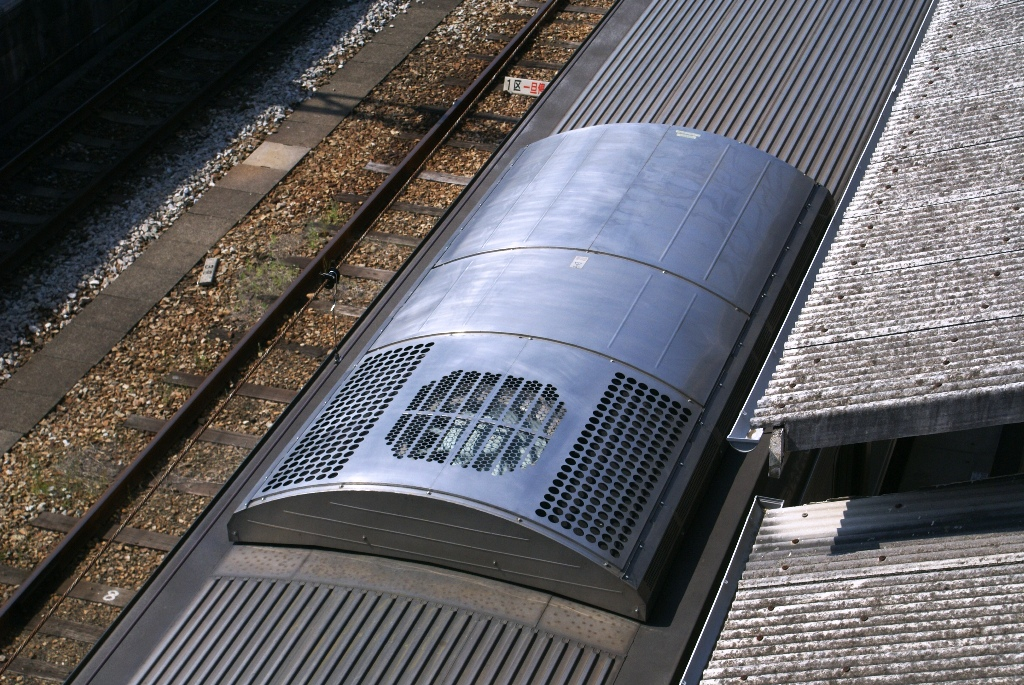
クハ812-1104のクーラー
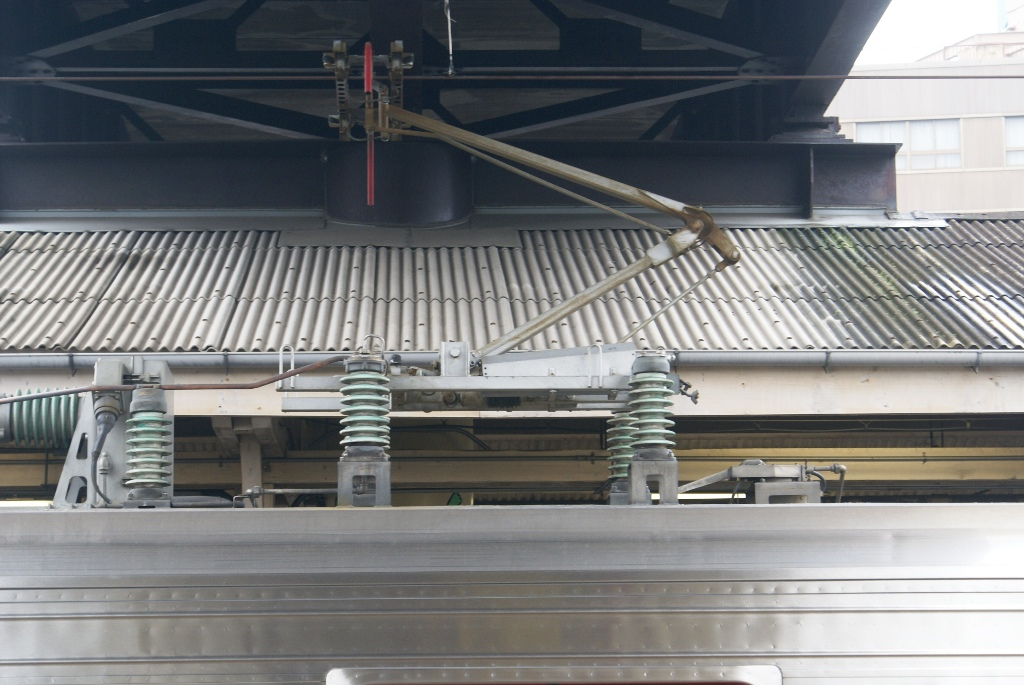
モハ813-1104のパンタグラフ。1000番台よりシングルアームパンタグラフを採用している。

## 改造

### ATS-DK取り付け
2010年（平成22年）頃には運転席の右上にATS-DKの表示機が取り付けられた。これにより従来のATS-SKに加え、連続パターン照査による速度照査がより強化された。

### 警報持続スイッチの移設
R001 - 007・009・102 - 113・R014 - 019・201 - 230・232 - 236編成はATSのチャイム音を止める警報持続スイッチが運転席上部に移設されている。ただし、300・1000・1100番台（9次車以降）は、落成時点から運転席上部に設置されている。

### ワンマン非対応

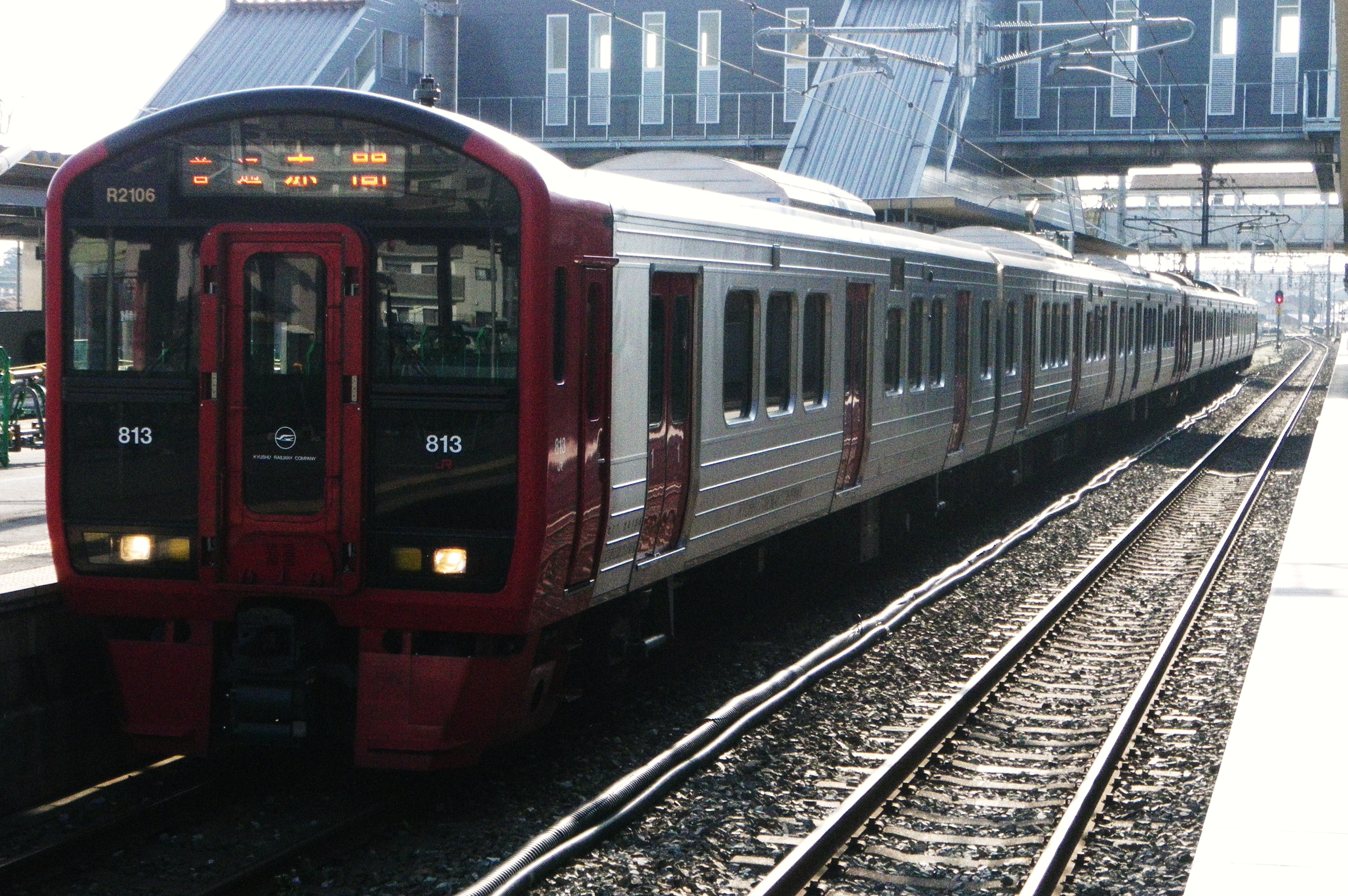
2100番台

1100番台のうち、R1105・R1106編成のワンマン運転対応化工事が遅れたため、2009年（平成21年）10月1日より他のワンマン対応車との識別のために+1000され、それぞれR2105・R2106として運用されていた。ワンマン装備の必要のない鹿児島本線系統で運用されていたが、2010年（平成22年）1月・2月にワンマン化工事が行われたため、2010年（平成22年）3月31日までにR1105・R1106編成に戻り、一旦は番台消滅したが、2025年に前述の100番台であるRM103編成がロングシート化改造を受け+2000されRM2103となり約15年振りに番台復活となった。

### 輸送力向上工事とワンマン運転対応改造・ロングシート化改造
2021年（令和3年）3月より「輸送力向上工事」として、南福岡車両区の200・1000・1100番台の全車と300番台R303編成に対して、扉間の転換クロスシート5列のうち両端の2列を撤去、残った3列のうち扉側の2列を固定する改造が行われている。この改造により座席数は1両あたり16席減少し、撤去跡にはヒーターの配線を覆うカバーが設置された。
また、1000・1100番台は車体側面に安全確認カメラを設置したほか、200番台の一部とR303編成には安全確認カメラの設置・運転台へのドア開閉スイッチ・カメラモニターの設置、転落防止幌が未設置の編成はこれを設置するなど、駅収受式ワンマン運転に対応するための改造が施工された。
この改造は2022年（令和4年）9月までに全編成の約6割に当たる51編成153両に対して順次施工され、車番・編成番号は「原番号+2000」に、200番台・300番台でワンマン運転対応工事が行われた編成については「原番号+3200」に改番された。なお、座席撤去と同時に座席下のヒーターまで撤去され、暖房時の車内温度が低下したことから、一部で暖房能力の改善工事が追加施工される予定である。
また、2023年（令和5年）11月にはR2214編成が813系で初めてロングシート化改造された。ロングシート化改造は扉間の座席をロングシート化し車端部のボックスシートを存置するもので、座席撤去施工編成では座席数が48席増加する（座席撤去未施工編成では改造前と座席数の変化はなし）ほか、編成定員がロングシート化改造前と比較して90人増加する。この改造は2028年（令和10年）度までに813系全編成に対して施工される予定である。

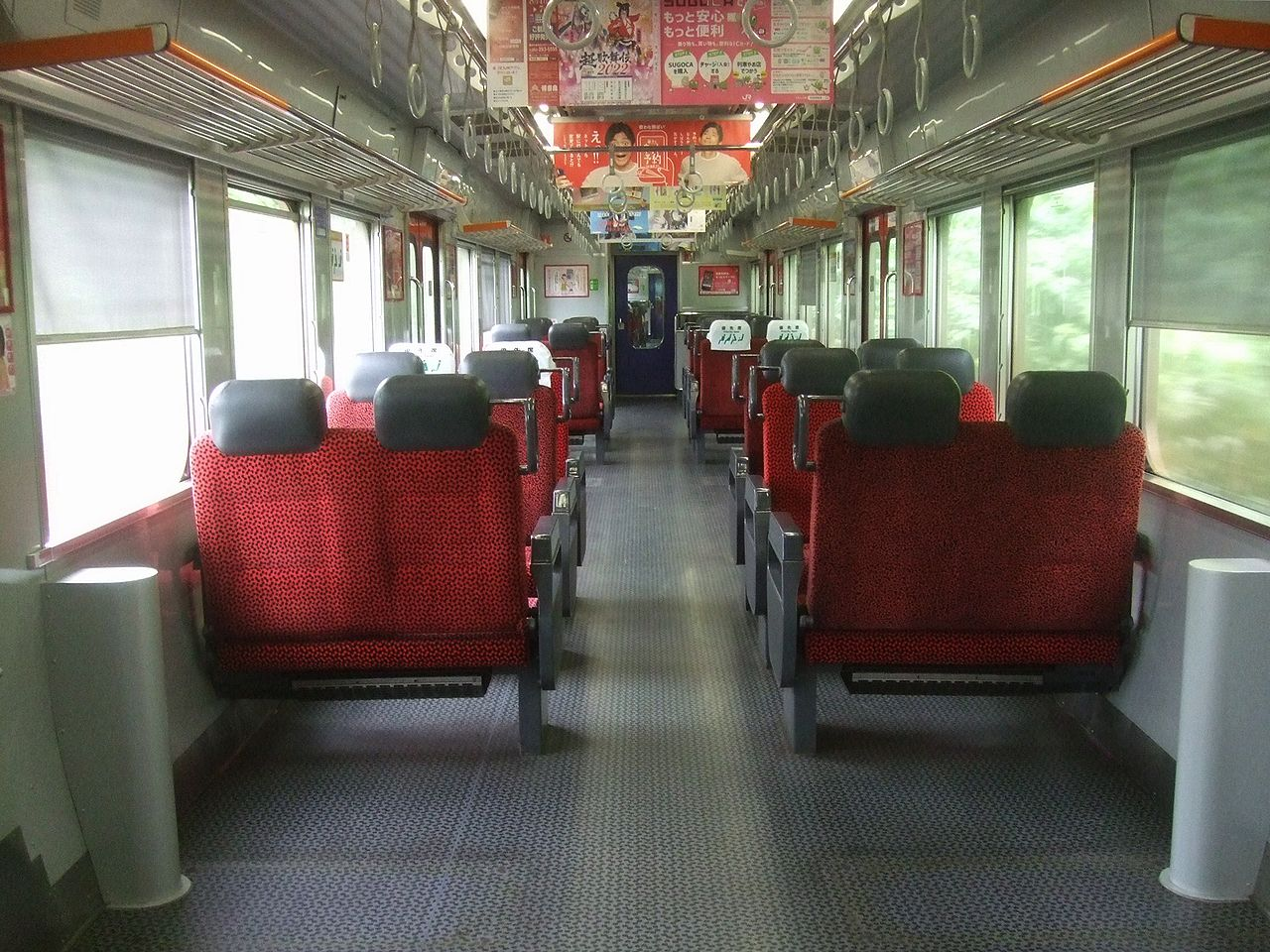
クハ813-3430の車内 扉付近の固定クロスシートが撤去され仕切りがない状態となっている。中間1列以外の座席は固定化されている。
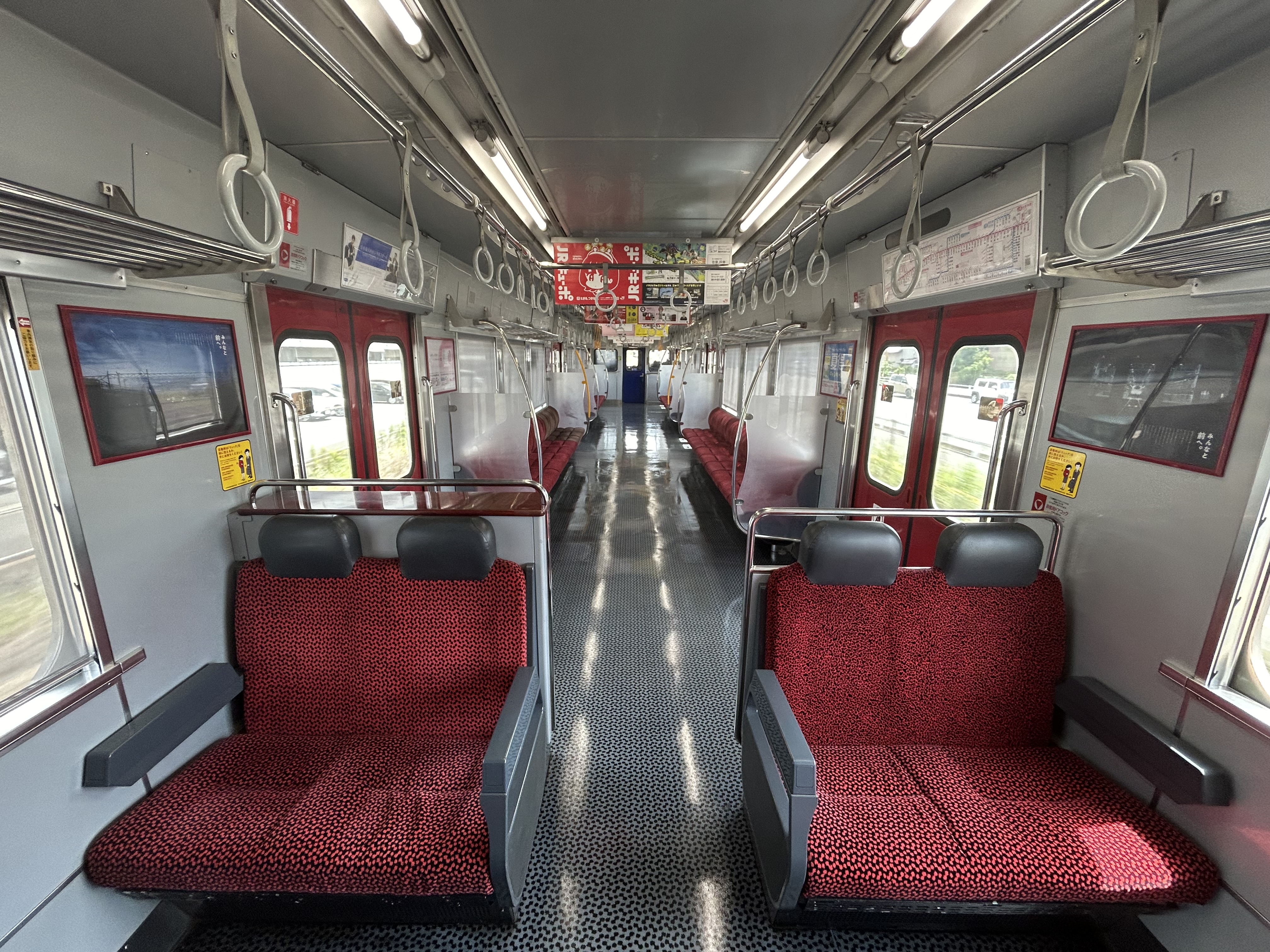
813系2200番台のロングシート。車端部のボックスシートはそのまま残されている。
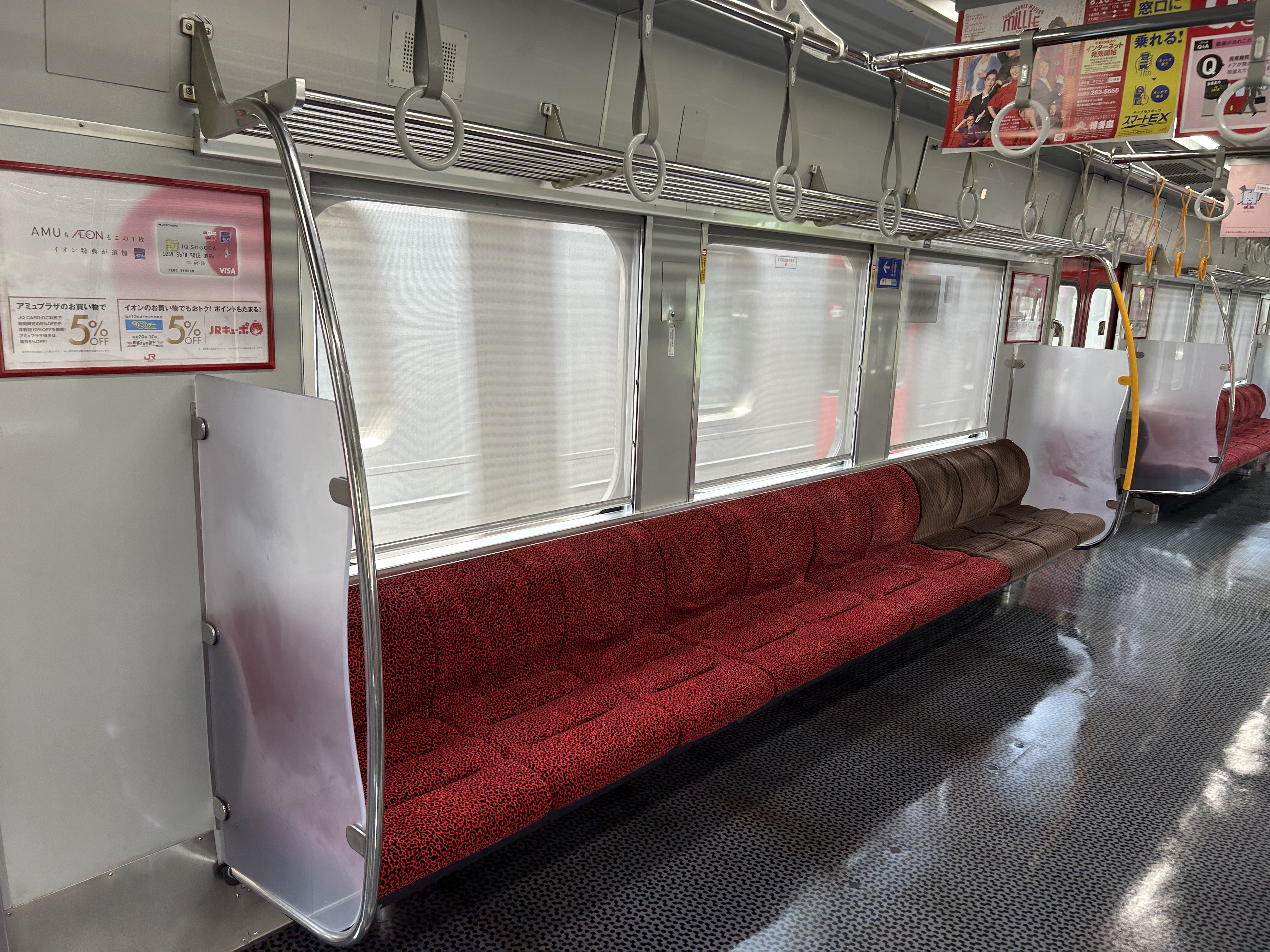
優先席と普通の座席は色が異なる。
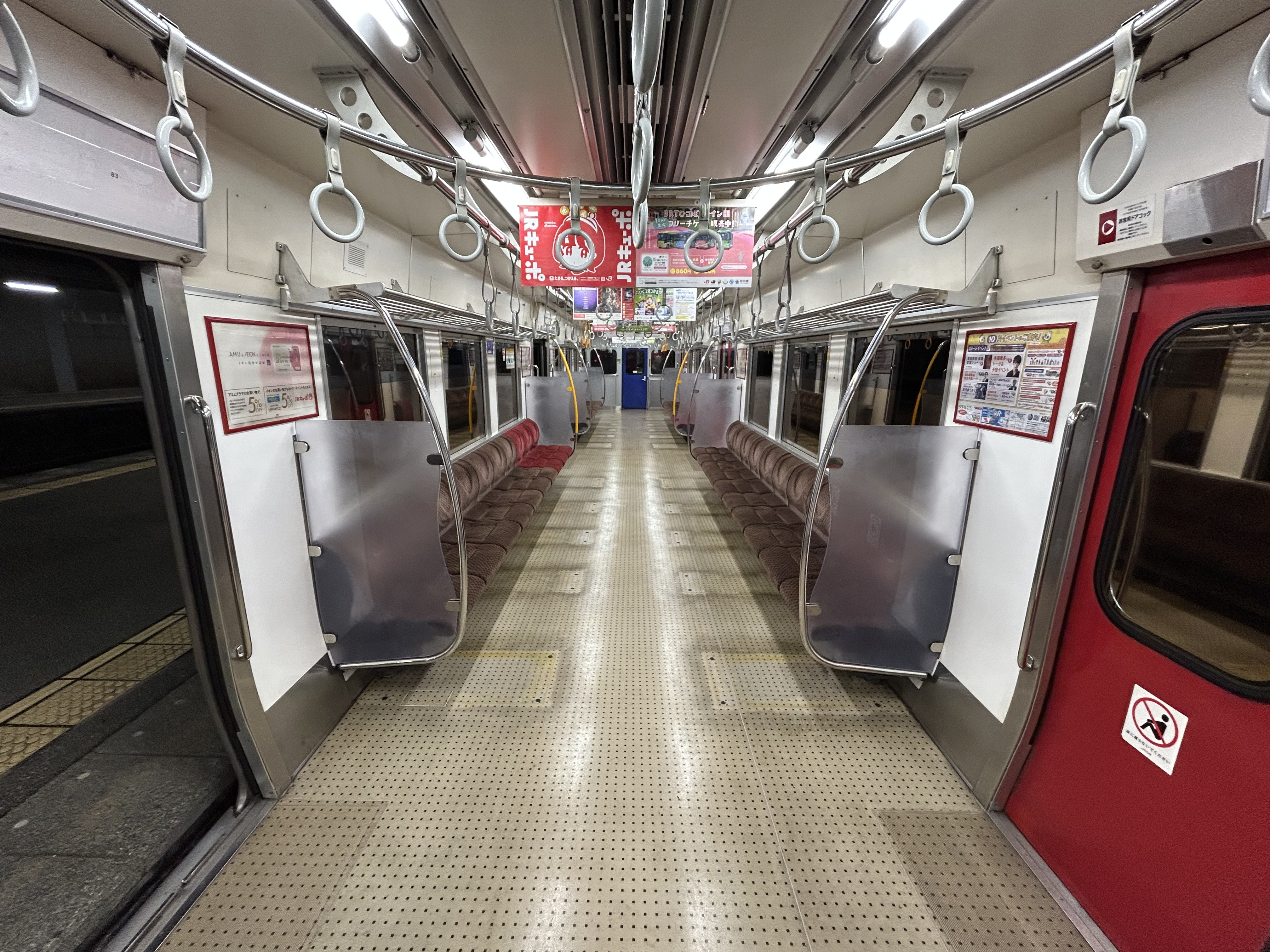
813系2300番台のロングシート。元々モケットが茶色だった編成は優先席が赤でそれ以外が茶。

### 6両固定編成化
2024年（令和6年）より、6両固定化した編成が登場した。ロングシート化した2編成を連結固定化したもので、元クハ813形と元クモハ813形の計器類および方向幕表示器をそれぞれ撤去（封鎖）して運転台機能を廃し、クハ813形がサハ812形に、クモハ813形がモハ813形に形式変更された。番台区分も新たに600番台が割り当てられ、R2236→R601編成、R2232編成→R602編成に改番されている（前述2両以外は改番のみ実施）。中間車化された元先頭車の連結面には転落防止幌が増設されている。2025年（令和7年）4月現在、4編成存在する。

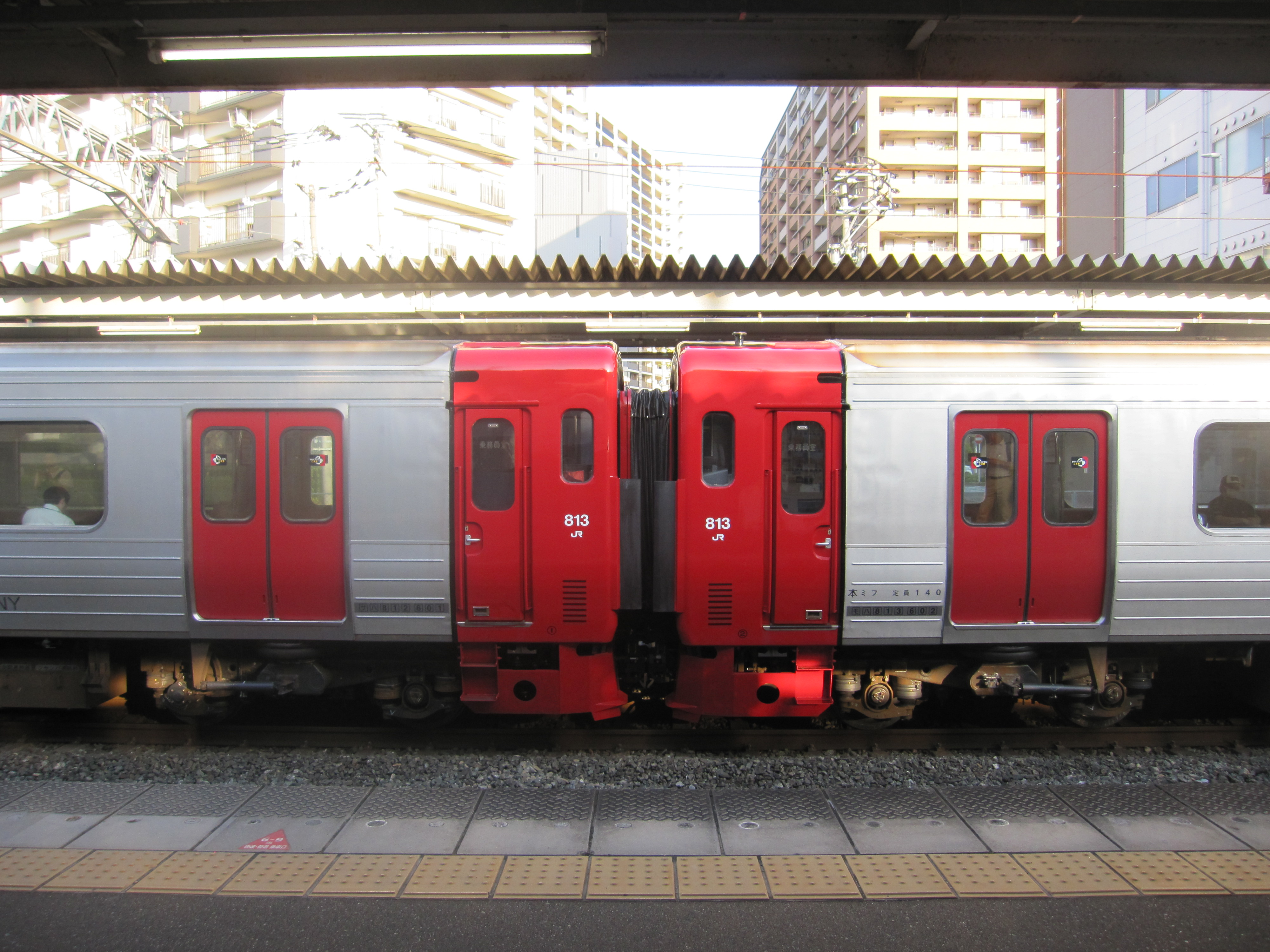
813系600番台の連結面
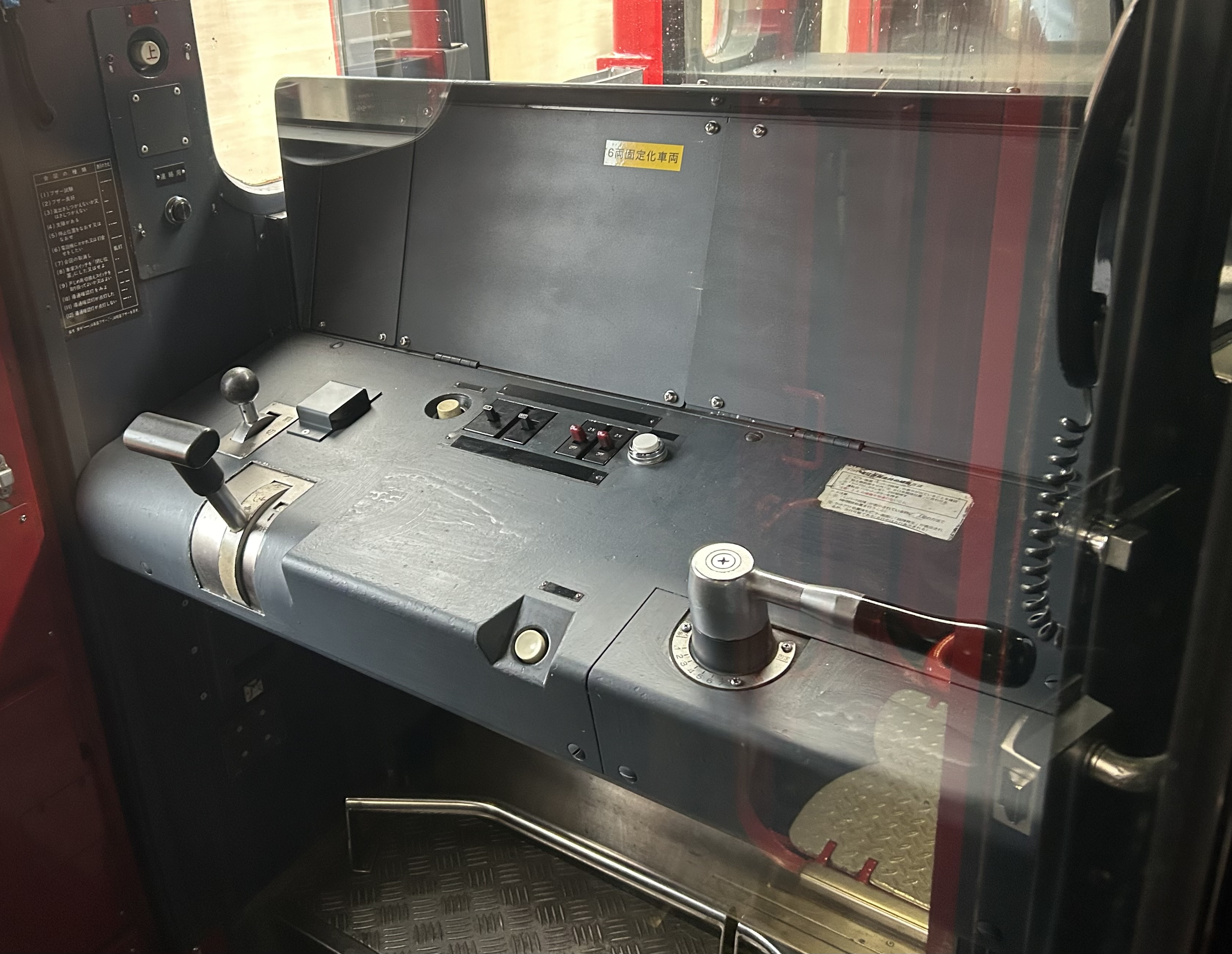
中間車化された元先頭車の運転台

| ← 門司港八代・佐伯・肥前浜・早岐 → | ← 門司港八代・佐伯・肥前浜・早岐 → | ← 門司港八代・佐伯・肥前浜・早岐 → | ← 門司港八代・佐伯・肥前浜・早岐 → | ← 門司港八代・佐伯・肥前浜・早岐 → | ← 門司港八代・佐伯・肥前浜・早岐 → |
| ---------------------------------- | ---------------------------------- | ---------------------------------- | ---------------------------------- | ---------------------------------- | ---------------------------------- |
| ◇ クハ813 -#600 （TAc）            | サハ813 -#600 （T）                | モハ813 -#600 （Mc）               | ◇ サハ812 -#600 （TAc）            | サハ813 -#600 （T）                | クモハ813 -#600 （Mc）             |

## 沿革

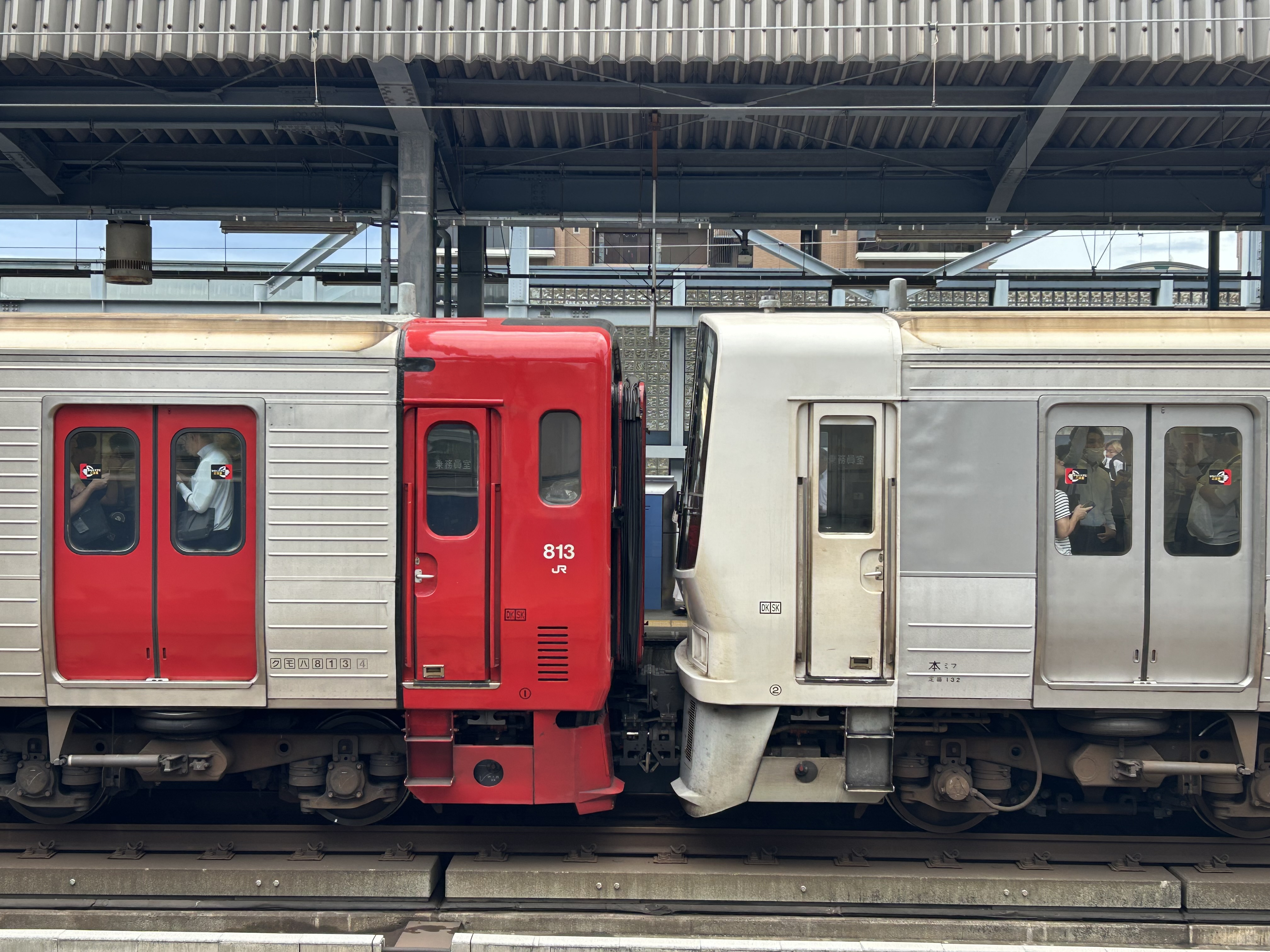
811系と813系の連結面

1994年（平成6年）に落成した0番台9本は南福岡電車区（現：南福岡車両区）に配置された。当初は421系が配置されていた大分電車区（現：大分鉄道事業部大分車両センター）の運用をそのまま引き継いだため、常に2本の編成を連結した4両単位で使用され、専ら普通列車で運用されていた。翌1995年（平成7年）に100番台が登場すると、0番台も含め運用が大きく変更され、811系との併結運転を開始するとともに、快速列車にも充当されるようになった。また、同時に半自動の幌解結装置の使用も開始した。また、同年4月20日のダイヤ改正から長崎本線鳥栖駅 - 肥前山口駅間および日豊本線での運転が開始され、1996年（平成8年）6月4日からは長崎本線の肥前山口駅 - 長崎駅間でも運転が開始された。その後も増備が進められ、運転区間がさらに拡大されている。
1997年（平成9年）には200番台の大量増備があり、423系の置き換えだけではなく、北九州・福岡都市圏の鹿児島本線普通列車に充当されていた415系の運用も置き換えたため、同年11月改正では、同都市圏の鹿児島本線は、日中のほとんどの普通・快速列車が811系・813系の運用とされたが、同時に日豊本線では、日中のほとんどの普通列車が下関駅まで直通していたために、デッドセクションを通過できる415系での運用とされ、後に小倉駅を境に系統分割されるまで、本系列は朝・夕方以降の運用が中心とされた。
また、715系の老朽置き換えのために福岡都市圏だけでなく長崎本線や佐世保線での運用も増加したが、2001年（平成13年）のダイヤ改正で817系によるワンマン運転を開始して以降、同線での本系列の運用はごく一部に限られている。長崎本線系統の運用縮小と前後して、本系列はおおむね福岡都市圏の利用客の多い区間に使われるようになったことにより、付随車を組み込んで2003年（平成15年）までに全て3両編成となった。これに伴う鹿児島線系統の列車両数は増加傾向が見られたほか、一部は福北ゆたか線向けに直方運輸センターへ転属した車両もある（前述）。
その後鹿児島本線門司港駅 - 荒尾駅間のうち、小倉駅 - 折尾駅間、鳥栖駅以南の普通列車の一部が817系などに置き換えられたが、813系の運用傾向・範囲に大きな変化はなく、当該区間では終日811系・813系の運用がされている。2009年（平成21年）3月改正では長崎本線の運用が減少し（肥前大浦駅 - 長崎駅から撤退、415系に置き換え）、日中の日豊本線での運用が増加している。
過去には熊本・佐世保地区での運用があったが、熊本地区は2008年（平成20年）3月改正で、佐世保地区は2018年（平成30年）3月改正でそれぞれ撤退した。
2009年（平成21年）10月には日豊本線小倉駅 - 中津駅間でワンマン運転が開始され、これにあわせて南福岡電車区の1000番台・1100番台全編成がワンマン運転対応とされた。これらの編成は日中は同区間を中心に運用されている。直方運輸センター所属の車両は導入当初、福北ゆたか線では整理券方式の運賃収受を行っていたために昼間での運用が存在しなかったが、2006年（平成18年）3月改正で駅での運賃収受に変更となったために終日運用に入ることが可能となった。
2022年（令和4年）9月ダイヤ改正にて、肥前浜駅より先の電化廃止により長崎本線の肥前山口駅（当ダイヤ改正により江北駅へ名称変更）- 肥前大浦駅間から撤退した一方、415系のほとんどが運用から撤退したことや大分地区における815系4両編成の運用が車外確認カメラを設置した編成に限定されて運用が減少したことにより本系列の日豊本線での運用が増加し、これまで定期運用の実績がなかった宇佐駅 - 佐伯駅間での運用を開始した。また小倉駅 - 中津駅間では、6両編成でのワンマン運転を開始した。

## 運用
この項では、2022年（令和4年）9月改正現在での運用について記述する。
長編成での運転が多い鹿児島本線では811系・817系（いずれも南福岡車両区所属車両）、821系（熊本車両センター所属車両）と、ラッシュ時に長編成が必要な福北ゆたか線（筑豊本線・篠栗線）では817系（直方車両センター所属車両）・821系とそれぞれ併結運転が行われる。2022年（令和4年）9月改正までは日豊本線でも811系と、2011年（平成23年）3月改正までは長崎本線でも817系（当時の長崎車両センター所属車両）と併結する定期運用が存在した。
南福岡車両区所属車
- 鹿児島本線（門司港駅 - 荒尾駅間）
- 長崎本線（鳥栖駅 - 江北駅間）
- 日豊本線（小倉駅 - 佐伯駅間）

基本的に鹿児島本線での運用につく。日豊本線では、3000・3100・3400・3500番台を中心に、最大6両でワンマン運転を行なっている。長崎本線では近年朝夕ラッシュ時に限って使用されているが、ラッシュ時の輸送力列車が811系中心となった2022年（令和4年）9月改正以降は夜の下り・朝の上りの1往復のみとなっている。
筑豊篠栗鉄道事業部直方車両センター所属車
- 福北ゆたか線（直方駅 - 博多駅間）

2022年（令和4年）9月改正まで朝夕ラッシュ時は鹿児島本線門司港駅まで乗り入れていたが、直方駅での系統分割の拡大およびワンマン運転に対応した821系の投入に伴い直方駅以北からは撤退した。
2008年（平成20年）3月改正までは鹿児島本線の熊本駅まで、2009年（平成21年）3月改正までは長崎本線長崎駅まで、2018年（平成30年）3月改正までは佐世保線早岐駅まで、2022年（令和4年）9月改正までは長崎本線肥前大浦駅まで定期列車として乗り入れていた。また、臨時列車として八代駅まで乗り入れた実績があり、九州新幹線新八代駅のアプローチ線・在来線接続ホーム（旧：11番のりば）にも、九州新幹線部分開業に伴う試乗会のアクセス列車として811系と併結で乗り入れた実績がある。

## その他
- ラッピング車両は、2004年（平成16年）にR214編成に「コカ・コーラ C2」のラッピングが、2011年（平成23年）にR222編成、2012年（平成24年）にR206編成に「人吉球磨広域行政組合」のラッピングが[57]、2013年（平成25年）にR218編成に「スペースワールド」のラッピングが施された。811系のような塗装変更は行われず、側面の窓と窓の間にステッカーを貼る形で実施された。
- 九州鉄道記念館に設置されている811系運転シミュレーターでは、2011年（平成23年）のリニューアルの際、R205編成で撮影した映像を使用している[58]。

## 編成表
2025年（令和7年）4月1日現在
凡例
- 近車：近畿車輛
- 小倉：九州旅客鉄道小倉工場（現：小倉総合車両センター）

### 南福岡車両区所属
| ← 門司港八代・佐伯・肥前浜・早岐 → | ← 門司港八代・佐伯・肥前浜・早岐 → | ← 門司港八代・佐伯・肥前浜・早岐 → | ← 門司港八代・佐伯・肥前浜・早岐 → | ← 門司港八代・佐伯・肥前浜・早岐 → | ← 門司港八代・佐伯・肥前浜・早岐 → | ← 門司港八代・佐伯・肥前浜・早岐 → | ← 門司港八代・佐伯・肥前浜・早岐 →      |
| ---------------------------------- | ---------------------------------- | ---------------------------------- | ---------------------------------- | ---------------------------------- | ---------------------------------- | ---------------------------------- | --------------------------------------- |
| 編成番号                           | クハ 813                           | サハ 813                           | クモハ 813                         | 落成日 （クハ・クモハ）            | 落成日 （サハ）                    | ロングシート化                     | 備考                                    |
| RM1                                | 1                                  | 401                                | 1                                  | 1994/01/21 （近車）                | 2003/03/15 （近車）                |                                    |                                         |
| RM2                                | 2                                  | 402                                | 2                                  | 1994/01/21 （近車）                | 2003/03/17 （近車）                |                                    |                                         |
| RM3                                | 3                                  | 403                                | 3                                  | 1994/01/22 （近車）                | 2003/03/16 （近車）                |                                    |                                         |
| RM4                                | 4                                  | 404                                | 4                                  | 1994/01/22 （近車）                | 2003/03/15 （近車）                |                                    |                                         |
| RM5                                | 5                                  | 405                                | 5                                  | 1994/01/24 （近車）                | 2003/03/17 （近車）                |                                    |                                         |
| RM6                                | 6                                  | 406                                | 6                                  | 1994/01/24 （近車）                | 2003/03/16 （近車）                |                                    |                                         |
| RM7                                | 7                                  | 407                                | 7                                  | 1994/02/19 （小倉）                | 2003/03/16 （近車）                |                                    |                                         |
| RM8                                | 8                                  |                                    | 8                                  | 1994/02/25 （小倉工場）            |                                    |                                    | 鹿児島線衝突事故当該 （2002/03/29廃車） |
| RM9                                | 9                                  | 409                                | 9                                  | 1994/03/07 （小倉）                | 2003/03/15 （近車）                |                                    |                                         |

| ← 門司港八代・佐伯・肥前浜・早岐 → | ← 門司港八代・佐伯・肥前浜・早岐 → | ← 門司港八代・佐伯・肥前浜・早岐 → | ← 門司港八代・佐伯・肥前浜・早岐 → | ← 門司港八代・佐伯・肥前浜・早岐 → | ← 門司港八代・佐伯・肥前浜・早岐 → | ← 門司港八代・佐伯・肥前浜・早岐 →      |
| ---------------------------------- | ---------------------------------- | ---------------------------------- | ---------------------------------- | ---------------------------------- | ---------------------------------- | --------------------------------------- |
| 編成番号                           | クハ 813                           | サハ 813                           | クモハ 813                         | 落成日                             | ロングシート化                     | 備考                                    |
| RM101                              | 101                                | 101                                | 101                                | 1995/01/12 （近車）                |                                    | 鹿児島線衝突事故当該 （2002/03/29廃車） |
| RM102                              | 102                                | 102                                | 102                                | 1995/01/12 （近車）                |                                    |                                         |
| RM2103                             | 2103                               | 2103                               | 2103                               | 1995/01/13 （近車）                | 2025/02/17                         |                                         |
| RM104                              | 104                                | 104                                | 104                                | 1995/01/14 （近車）                |                                    |                                         |
| RM105                              | 105                                | 105                                | 105                                | 1995/01/14 （近車）                |                                    |                                         |
| RM106                              | 106                                | 106                                | 106                                | 1995/03/02 （小倉）                |                                    |                                         |
| RM107                              | 107                                | 107                                | 107                                | 1995/03/22 （小倉）                |                                    |                                         |
| RM108                              | 108                                | 108                                | 108                                | 1995/01/20 （近車）                |                                    |                                         |
| RM109                              | 109                                | 109                                | 109                                | 1995/01/21 （近車）                |                                    |                                         |
| RM110                              | 110                                | 110                                | 110                                | 1995/02/02 （近車）                |                                    |                                         |
| RM111                              | 111                                | 111                                | 111                                | 1995/02/04 （近車）                |                                    |                                         |
| RM112                              | 112                                | 112                                | 112                                | 1995/02/17 （小倉）                |                                    |                                         |
| RM113                              | 113                                | 113                                | 113                                | 1995/03/12 （小倉）                |                                    |                                         |

| ← 門司港八代・佐伯・肥前浜・早岐 → | ← 門司港八代・佐伯・肥前浜・早岐 → | ← 門司港八代・佐伯・肥前浜・早岐 → | ← 門司港八代・佐伯・肥前浜・早岐 → | ← 門司港八代・佐伯・肥前浜・早岐 → | ← 門司港八代・佐伯・肥前浜・早岐 → | ← 門司港八代・佐伯・肥前浜・早岐 → | ← 門司港八代・佐伯・肥前浜・早岐 →      |
| ---------------------------------- | ---------------------------------- | ---------------------------------- | ---------------------------------- | ---------------------------------- | ---------------------------------- | ---------------------------------- | --------------------------------------- |
| 編成番号                           | クハ 813                           | サハ 813                           | クモハ 813                         | 落成日                             | 座席撤去                           | ロングシート化                     | 備考                                    |
| RM2201                             | 2201                               | 2201                               | 2201                               | 1997/03/13 （近車）                | 2021/04/22                         | 2024/11/25                         |                                         |
| RM2202                             | 2202                               | 2202                               | 2202                               | 1997/03/13 （近車）                | 2021/07/29                         |                                    |                                         |
| RM2203                             | 2203                               | 2203                               | 2203                               | 1997/03/13 （近車）                | 2021/05/28                         | 2024年度下期                       |                                         |
| RM3404                             | 3404                               | 3404                               | 3404                               | 1997/03/13 （近車）                | 2022/04                            |                                    | ワンマン対応                            |
| RM2205                             | 2205                               | 2205                               | 2205                               | 1997/03/20 （近車）                | 2021/11/19                         | 2024/12/16                         |                                         |
| RM3406                             | 3406                               | 3406                               | 3406                               | 1997/03/20 （近車）                | 2022/07/01                         |                                    | ワンマン対応                            |
| RM2207                             | 2207                               | 2207                               | 2207                               | 1997/03/20 （近車）                | 2021/07/02                         | 2024年度下期                       |                                         |
| RM3408                             | 3408                               | 3408                               | 3408                               | 1997/03/20 （近車）                | 2022/06/24                         |                                    | ワンマン対応                            |
| RM2209                             | 2209                               | 2209                               | 2209                               | 1997/05/14 （近車）                | 2021/05/27                         | （2024/12/12）                     | 6両編成化                               |
| RM2210                             | 2210                               | 2210                               | 2210                               | 1997/05/14 （近車）                | 2021/10/01                         | 2024/03/27                         |                                         |
| RM2211                             | 2211                               | 2211                               | 2211                               | 1997/05/14 （近車）                | 2021/10/21                         | 2024/06/14                         |                                         |
| RM2212                             | 2212                               | 2212                               | 2212                               | 1997/05/14 （近車）                | 2021/11/19                         | 2024/05/15                         |                                         |
| RM2213                             | 2213                               | 2213                               | 2213                               | 1997/05/28 （近車）                | 2021/03/18                         | （2024/10/16）                     | 6両編成化                               |
| RM2214                             | 2214                               | 2214                               | 2214                               | 1997/05/28 （近車）                | 2021/08/26                         | 2023/11/28                         |                                         |
| RM2215                             | 2215                               | 2215                               | 2215                               | 1997/05/28 （近車）                | 2021/09/16                         | 2024/03/22                         |                                         |
| RM2216                             | 2216                               | 2216                               | 2216                               | 1997/05/28 （近車）                | 2021/10/29                         | 2024/03/22                         |                                         |
| RM2217                             | 2217                               | 2217                               | 2217                               | 1997/06/25 （近車）                | 2021/03/18                         | 2024/07/17                         |                                         |
| RM3418                             | 3418                               | 3418                               | 3418                               | 1997/06/25 （近車）                | 2021/03/30                         |                                    | ワンマン対応                            |
| RM2219                             | 2219                               | 2219                               | 2219                               | 1997/06/25 （近車）                | 2021/08/06                         | 2024/08/28                         |                                         |
| RM3420                             | 3420                               | 3420                               | 3420                               | 1997/06/25 （近車）                | 2022/03/09                         |                                    | ワンマン対応                            |
| RM2221                             | 2221                               | 2221                               | 2221                               | 1997/07/09 （近車）                | 2021/06/23                         | （2024/12/12）                     | 6両編成化                               |
| RM2222                             | 2222                               | 2222                               | 2222                               | 1997/07/09 （近車）                | 2021/10/12                         | 2024/07/09                         |                                         |
| RM2223                             | 2223                               | 2223                               | 2224                               | 1998/03/18 （近車）                | 2021/07/20                         | （2025/01/24）                     | 6両編成化                               |
| RM2224                             | 2224                               | 2224                               | 2224                               | 1998/03/18 （近車）                | 2021/12/01                         | 2024/06/07                         |                                         |
| RM2225                             | 2225                               | 2225                               | 2225                               | 1998/03/18 （近車）                | 2021/09/22                         | 2024/02/26                         |                                         |
| RM2226                             | 2226                               | 2226                               | 2226                               | 1998/03/25 （近車）                | 2021/03/31                         | （2024/10/16）                     | 6両編成化                               |
| RM3427                             | 3427                               | 3427                               | 3427                               | 1998/03/25 （近車）                | 2022/08/24                         | 2024/01/12                         | ワンマン対応                            |
| RM3429                             | 3429                               | 3429                               | 3429                               | 1998/09/17 （近車）                | 2022/09/09                         |                                    | ワンマン対応                            |
| RM3430                             | 3430                               | 3430                               | 3430                               | 1998/09/17 （近車）                | 2022/01/14                         | 2025/02/28                         | ワンマン対応                            |
| RM231                              | 231                                | 231                                | 231                                | 1998/09/17 （近車）                |                                    |                                    | 鹿児島線衝突事故当該 （2002/03/29廃車） |
| RM2232                             | 2232                               | 2232                               | 2232                               | 1998/09/17 （近車）                | 2021/10/27                         | （2024/08/26）                     | 6両編成化                               |
| RM2233                             | 2233                               | 2233                               | 2233                               | 1998/09/25 （近車）                | 2021/08/24                         | （2025/01/24）                     | 6両編成化                               |
| RM2234                             | 2234                               | 2234                               | 2234                               | 1998/09/25 （近車）                | 2021/10/12                         | 2024/05/21                         |                                         |
| RM3435                             | 3435                               | 3435                               | 3435                               | 1998/09/25 （近車）                | 2022/05/24                         | 2028/03/13                         | ワンマン対応                            |
| RM2236                             | 2236                               | 2236                               | 2236                               | 1998/09/25 （近車）                | 2021/11/17                         | （2024/08/26）                     | 6両編成化                               |

| ← 門司港八代・佐伯・肥前浜・早岐 → | ← 門司港八代・佐伯・肥前浜・早岐 → | ← 門司港八代・佐伯・肥前浜・早岐 → | ← 門司港八代・佐伯・肥前浜・早岐 → | ← 門司港八代・佐伯・肥前浜・早岐 → | ← 門司港八代・佐伯・肥前浜・早岐 → | ← 門司港八代・佐伯・肥前浜・早岐 → | ← 門司港八代・佐伯・肥前浜・早岐 → |
| ---------------------------------- | ---------------------------------- | ---------------------------------- | ---------------------------------- | ---------------------------------- | ---------------------------------- | ---------------------------------- | ---------------------------------- |
| 編成番号                           | クハ 813                           | サハ 813                           | クモハ 813                         | 落成日                             | 座席撤去                           | ロングシート化                     | 備考                               |
| RM2301                             | 2301                               | 2301                               | 2301                               | 2003/02/26 （近車）                |                                    | 2023/12/15                         |                                    |
| RM2302                             | 2302                               | 2302                               | 2302                               | 2003/02/26 （近車）                |                                    | 2024/01/20                         |                                    |
| RM3503                             | 3503                               | 3503                               | 3503                               | 2003/02/26 （近車）                | 2021/12/16                         |                                    | ワンマン対応                       |

| 編成番号    | クハ 813 | サハ 813 | モハ 813 | サハ 812 | サハ 813 | クモハ 813 | 改造日     | 備考                            |
| RM601 RM602 | 602      | 602      | 602      | 601      | 601      | 601        | 2024/08/26 | RM601は元RM2236 RM602は元RM2232 |
| RM603 RM604 | 604      | 604      | 604      | 603      | 603      | 603        | 2024/10/16 | RM603は元RM2226 RM604は元RM2213 |
| RM605 RM606 | 606      | 606      | 606      | 605      | 605      | 605        | 2024/12/12 | RM605は元RM2221 RM606は元RM2209 |
| RM607 RM608 | 608      | 608      | 608      | 607      | 607      | 607        | 2025/01/24 | RM607は元RM2233 RM608は元RM2223 |

| ← 門司港八代・佐伯・肥前浜・早岐 → | ← 門司港八代・佐伯・肥前浜・早岐 → | ← 門司港八代・佐伯・肥前浜・早岐 → | ← 門司港八代・佐伯・肥前浜・早岐 → | ← 門司港八代・佐伯・肥前浜・早岐 → | ← 門司港八代・佐伯・肥前浜・早岐 → | ← 門司港八代・佐伯・肥前浜・早岐 → | ← 門司港八代・佐伯・肥前浜・早岐 → | ← 門司港八代・佐伯・肥前浜・早岐 → |
| ---------------------------------- | ---------------------------------- | ---------------------------------- | ---------------------------------- | ---------------------------------- | ---------------------------------- | ---------------------------------- | ---------------------------------- | ---------------------------------- |
| 編成番号                           | クハ 813                           | モハ 813                           | クハ 812                           | 落成日                             | ワンマン対応                       | 座席撤去                           | ロングシート化                     | 備考                               |
| RM3001                             | 3001                               | 3001                               | 3001                               | 2005/03/01 （近車）                | 2009/06/25                         | 2022/03/11                         |                                    |                                    |

| ← 門司港八代・佐伯・肥前浜・早岐 → | ← 門司港八代・佐伯・肥前浜・早岐 → | ← 門司港八代・佐伯・肥前浜・早岐 → | ← 門司港八代・佐伯・肥前浜・早岐 → | ← 門司港八代・佐伯・肥前浜・早岐 → | ← 門司港八代・佐伯・肥前浜・早岐 → | ← 門司港八代・佐伯・肥前浜・早岐 → | ← 門司港八代・佐伯・肥前浜・早岐 → | ← 門司港八代・佐伯・肥前浜・早岐 → |
| ---------------------------------- | ---------------------------------- | ---------------------------------- | ---------------------------------- | ---------------------------------- | ---------------------------------- | ---------------------------------- | ---------------------------------- | ---------------------------------- |
| 編成番号                           | クハ 813                           | モハ 813                           | クハ 812                           | 落成日                             | ワンマン対応                       | 座席撤去                           | ロングシート化                     | 備考                               |
| RM3101                             | 3101                               | 3101                               | 3101                               | 2007/02/10 （近車）                | 2009/07/15                         | 2021/12/17                         |                                    |                                    |
| RM3102                             | 3102                               | 3102                               | 3102                               | 2007/02/10 （近車）                | 2009/07/15                         | 2022/09/14                         |                                    |                                    |
| RM3103                             | 3103                               | 3103                               | 3103                               | 2007/02/10 （近車）                | 2009/09/25                         | 2022/09/06                         |                                    |                                    |
| RM3104                             | 3104                               | 3104                               | 3104                               | 2007/02/24 （近車）                | 2009/07/15                         | 2022/02/12                         |                                    |                                    |
| RM3105                             | 3105                               | 3105                               | 3105                               | 2007/02/24 （近車）                | 2010/01/27                         | 2022/03/31                         |                                    |                                    |
| RM3106                             | 3106                               | 3106                               | 3106                               | 2007/02/24 （近車）                | 2010/02/15                         | 2022/03/31                         |                                    |                                    |
| RM3107                             | 3107                               | 3107                               | 3107                               | 2009/09/04 （近車）                | 落成時より                         | 2022/05/02                         |                                    |                                    |
| RM3108                             | 3108                               | 3108                               | 3108                               | 2009/09/04 （近車）                | 落成時より                         | 2022/07/30                         |                                    |                                    |
| RM3109                             | 3109                               | 3109                               | 3109                               | 2009/09/04 （近車）                | 落成時より                         | 2022/07/30                         |                                    |                                    |
| RM3110                             | 3110                               | 3110                               | 3110                               | 2009/09/16 （近車）                | 落成時より                         | 2021/08/05                         |                                    |                                    |
| RM3111                             | 3111                               | 3111                               | 3111                               | 2009/09/16 （近車）                | 落成時より                         | 2022/05/20                         |                                    |                                    |
| RM3112                             | 3112                               | 3112                               | 3112                               | 2009/09/16 （近車）                | 落成時より                         | 2021/11/08                         | 2025/02/07                         |                                    |
| RM3113                             | 3113                               | 3113                               | 3113                               | 2009/09/28 （近車）                | 落成時より                         | 2021/11/08                         |                                    |                                    |
| RM3114                             | 3114                               | 3114                               | 3114                               | 2009/09/28 （近車）                | 落成時より                         | 2021/07/07                         |                                    |                                    |
| RM3115                             | 3115                               | 3115                               | 3115                               | 2009/09/28 （近車）                | 落成時より                         | 2021/10/21                         |                                    |                                    |

### 直方車両センター所属
| ← 門司港・折尾博多 → | ← 門司港・折尾博多 → | ← 門司港・折尾博多 → | ← 門司港・折尾博多 → | ← 門司港・折尾博多 →    | ← 門司港・折尾博多 → | ← 門司港・折尾博多 →      | ← 門司港・折尾博多 → | ← 門司港・折尾博多 → | ← 門司港・折尾博多 → |
| -------------------- | -------------------- | -------------------- | -------------------- | ----------------------- | -------------------- | ------------------------- | -------------------- | -------------------- | -------------------- |
| 編成番号             | クハ 813             | サハ 813             | クモハ 813           | 落成日 （クハ・クモハ） | 落成日 （サハ）      | 塗装変更 （クハ・クモハ） | ワンマン対応         | ロングシート化       | 備考                 |
| RG014                | 114                  | 501                  | 114                  | 1996/01/21 （近車）     | 2001/10/04 （近車）  | 2001/08/29                | 2005/02/26           |                      |                      |
| RG015                | 115                  | 502                  | 115                  | 1996/02/03 （近車）     | 2001/10/04 （近車）  | 2001/07/05                | 2004/08/27           |                      |                      |
| RG016                | 116                  | 503                  | 116                  | 1996/02/03 （近車）     | 2001/10/04 （近車）  | 2001/08/01                | 2004/12/03           |                      |                      |
| RG017                | 117                  | 504                  | 117                  | 1996/05/29 （近車）     | 2001/10/02 （近車）  | 2001/09/05                | 2004/10/28           |                      |                      |
| RG018                | 118                  | 505                  | 118                  | 1996/05/29 （近車）     | 2001/10/02 （近車）  | 2001/09/28                | 2005/01/27           |                      |                      |
| RG019                | 119                  | 506                  | 119                  | 1996/05/30 （小倉工場） | 2001/10/02 （近車）  | 2001/10/01                | 2004/07/30           |                      |                      |

| ← 門司港・折尾博多 → | ← 門司港・折尾博多 → | ← 門司港・折尾博多 → | ← 門司港・折尾博多 → | ← 門司港・折尾博多 → | ← 門司港・折尾博多 → | ← 門司港・折尾博多 → | ← 門司港・折尾博多 → | ← 門司港・折尾博多 → |
| -------------------- | -------------------- | -------------------- | -------------------- | -------------------- | -------------------- | -------------------- | -------------------- | -------------------- |
| 編成番号             | クハ 813             | サハ 813             | クモハ 813           | 落成日               | 塗装変更             | ワンマン対応         | ロングシート化       | 備考                 |
| RG2228               | 2228                 | 2228                 | 2228                 | 1998/03/25 （近車）  | 2001/08/21           | 2005/03/24           | 2025/02/18           |                      |

| ← 門司港・折尾博多 → | ← 門司港・折尾博多 → | ← 門司港・折尾博多 → | ← 門司港・折尾博多 → | ← 門司港・折尾博多 → | ← 門司港・折尾博多 → | ← 門司港・折尾博多 → | ← 門司港・折尾博多 → | ← 門司港・折尾博多 → |
| -------------------- | -------------------- | -------------------- | -------------------- | -------------------- | -------------------- | -------------------- | -------------------- | -------------------- |
| 編成番号             | クハ 813             | モハ 813             | クハ 812             | 落成日               | ワンマン対応         | 直方転入             | ロングシート化       | 備考                 |
| RG3002               | 3002                 | 3002                 | 3002                 | 2005/03/01 （近車）  | 2009/09/02           | 2015/03/06           | 2025/03/28           |                      |
| RG1003               | 1003                 | 1003                 | 1003                 | 2005/03/01 （近車）  | 2009/09/16           | 2015/03/12           |                      |                      |